# كريستوفر فيلهلم إكرسبيرج
كريستوفر فيلهلم إيكرسبرج (2 يناير 1783 - 22 يوليو 1853) رسام دنماركي. ولد في الجزء الجنوبي من جوتلاند في الدنمارك. يعتبر الفنان الذي وضع حجر الأساس لفترة الفن المعروفة باسم العصر الذهبي للرسم الدنماركي، يعرف بلقب «أبو الرسم الدنماركي».

## الحياة

### النمو والتدريب المبكر

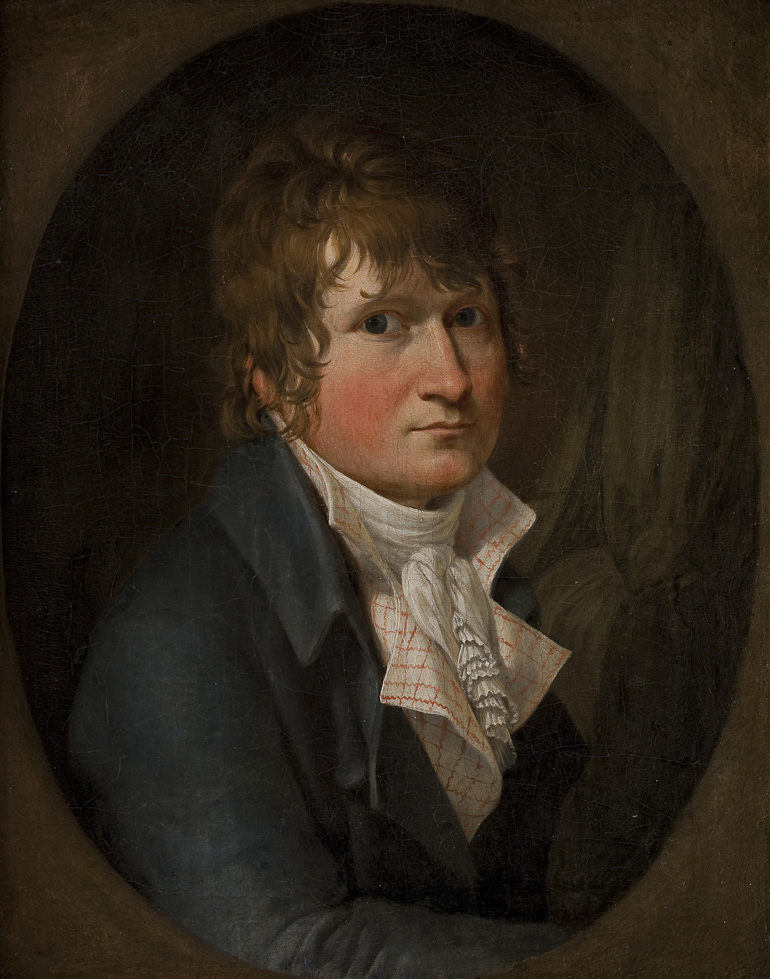
بورتريه ذاتي في سن الثامنة والعشرين 1811

في 2 يناير 1783 ، وُلد كريستوفر فيلهلم إكرسبيرج في دوقية شليسفيغ، لهنريك فيلهلم إكرسبيرج، رسام ونجار. في عام 1786 ، انتقلت العائلة إلى قرية بلانس بالقرب من نهر السوند، حيث استمتع برسم صور للريف المحيط، وأخذ جولات الإبحار في قارب والده. بعد التثبيت، بدأ تدريبه كرسام تحت الكنيسة ورسام البورتريه جيس جيسن. واصل تدريبه في سن 17 تحت قيادة جوشيا جاكوب جيسن في فلنسبورغ، حيث أصبح متدربًا في مايو 1800. ومع ذلك، فقد وضع نصب عينيه قبوله في الأكاديمية الملكية الدنماركية للفنون في كوبنهاغن.

### التدريب بالأكاديمية

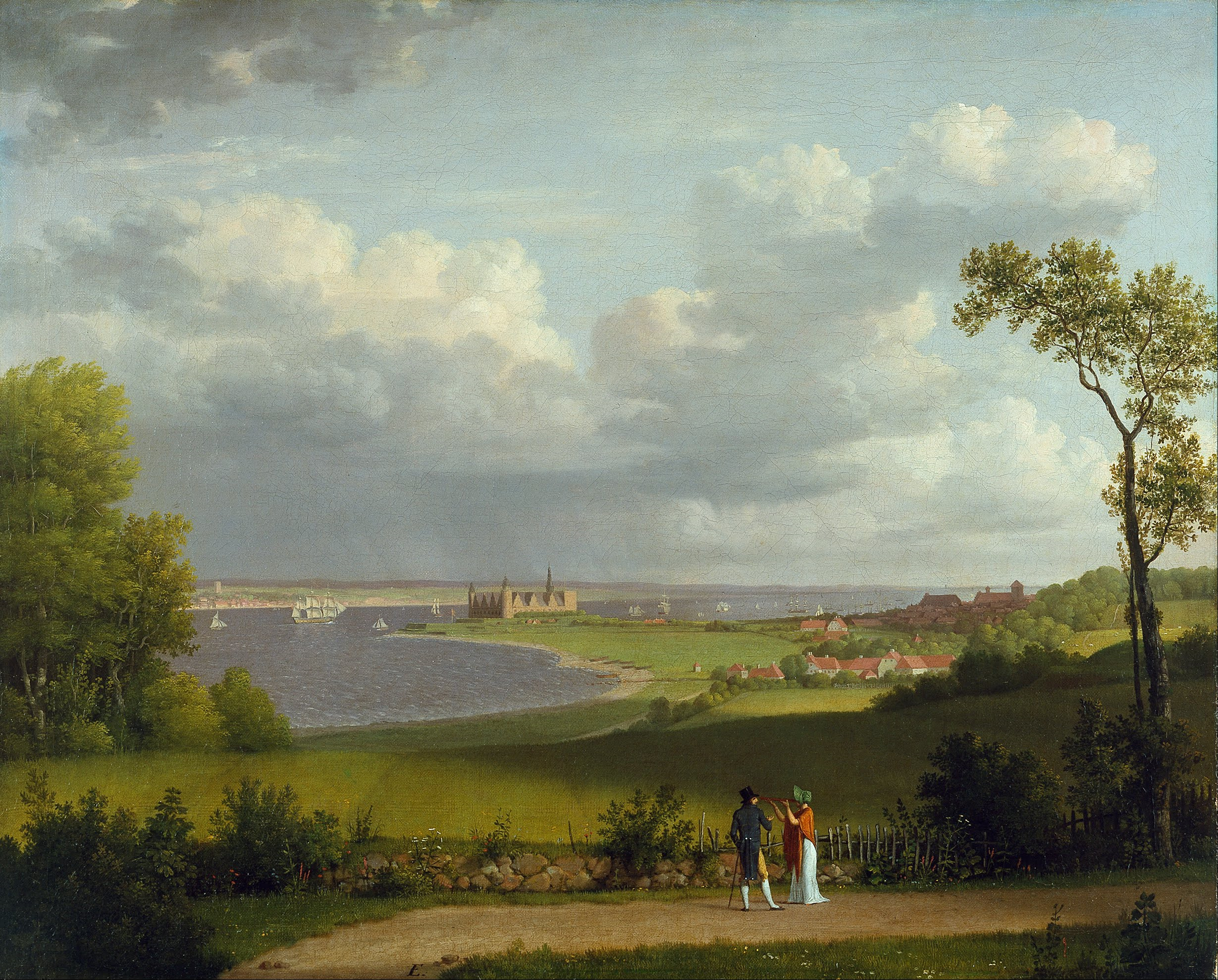
مشهد شمالي لقلعة كرونبورغ بريشة إيكرسبرغ 1810

عندما كان لا يزال تحت التدريب المهني، أنتج إيكرسبرغ رسومات ولوحات ممتازة. بعد أن جمع بعض المال، بما في ذلك الدعم المالي من المهنئين المحليين، وصل إلى كوبنهاغن في 23 مايو 1803. تم قبوله في الأكاديمية الملكية الدنماركية للفنون الجميلة بدون أجر في عام 1803 حيث درس مع نيكولاي أبيلدجارد، من بين آخرين. لقد أحرز تقدمًا جيدًا في رسم اللوحات التاريخية والصور الشخصية والمناظر الطبيعية. ومع ذلك، فإن الاحتكاك بينه وبين أبيلدجارد أعاق تقدمه، ولم يفز بالميدالية الذهبية الكبيرة للأكاديمية حتى عام 1809 ، بعد وفاة أبيلدجارد. كما عمل أيضًا لكسب المال من خلال عمله يدويًا، وقام بعمل رسومات لنقش على ألواح النحاس.
على الرغم من أنه تلقى وعدًا براتب سفر بالتزامن مع الميدالية الذهبية، إلا أن الأموال الفعلية لن تكون متاحة حتى عام 1812. في 1 يوليو 1810 ، تزوج من إرلينج كارل فيلهلم إكرسبيرج، مجبراً من اجل أعطاء الشرعية لابنها. تبع إرلنج في النهاية خطى والده بتعليم أكاديمي، ومهنة كنقاش على ألواح النحاس.

### سفر الطلاب

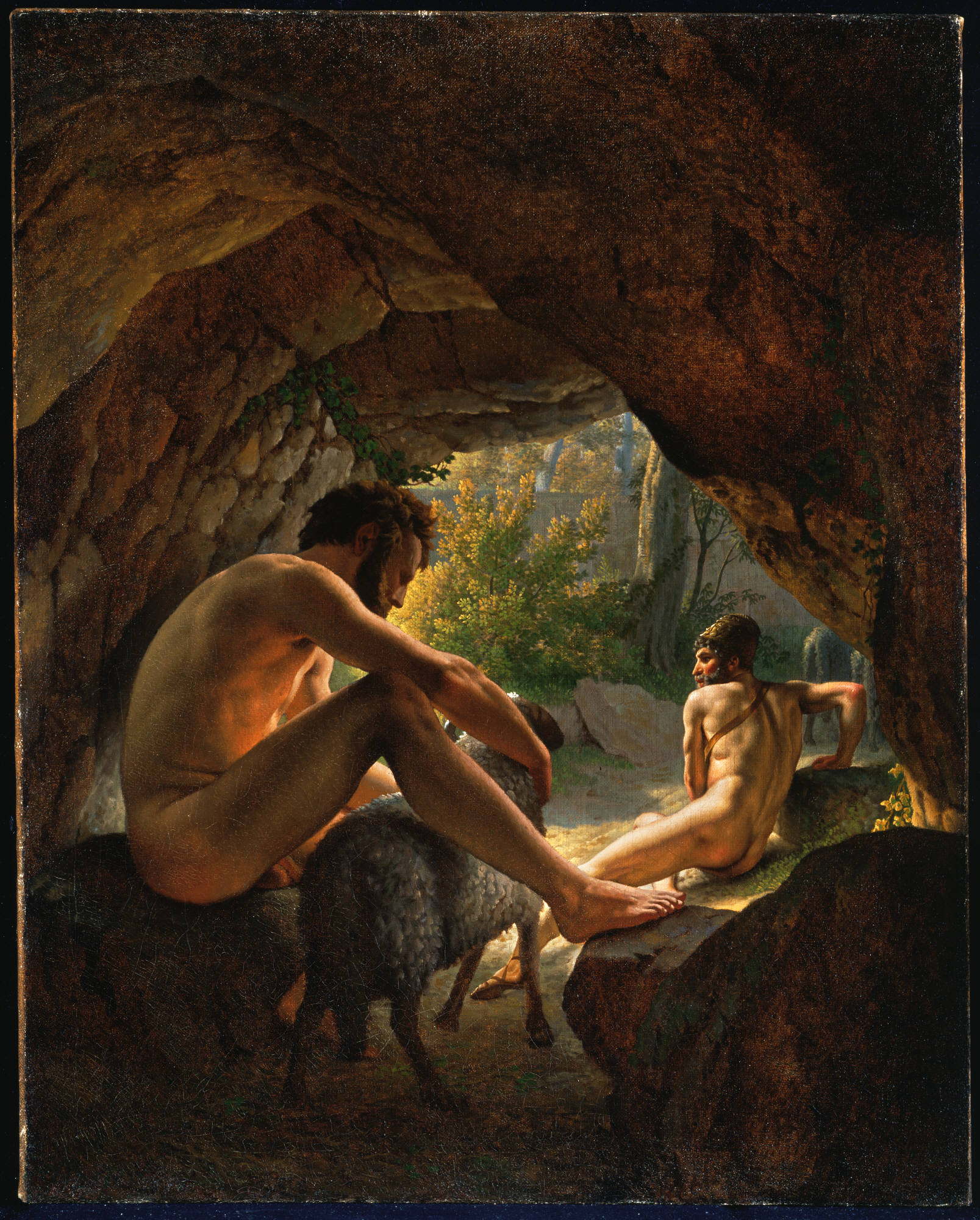
أوليسيس يفر من كهف بوليفيموس ، 1812 ، متحف الفنون بجامعة برينستون ، تم رسمها بينما كان تحت وصاية جاك لويس ديفيد

حرصًا على السفر، ليس فقط بسبب رغبته في توسيع مهاراته ومعرفته الفنية، ولكن أيضًا من أجل الهروب من واقع زواجه، قام بترتيبات أخرى للدعم المالي اللازم الذي يسمح له بالسفر. في 3 يوليو، بعد أيام قليلة من الزفاف، بدأ إيكرسبرغ رحلاته خارج البلاد. جنبا إلى جنب مع تونس كريستيان برون دي نيرغارد، الكاتب، عاشق الفن المتحمسين والداعم المالي، شق طريقه عبر ألمانيا إلى باريس. درس هنا على يد رسام الكلاسيكية الحديثة جاك لويس ديفيد من عام 1811 إلى عام 1812. قام بتحسين مهاراته في رسم الشكل البشري، وتبع تحذير معلمه للرسم بعد الطبيعة والتحف من أجل العثور على الحقيقة. هنا طور صداقة مدى الحياة مع زميله في الغرفة في باريس وزميله الفنان ينس بيتر مولر، ومع النحات يوهان فريدريك كليمنس.

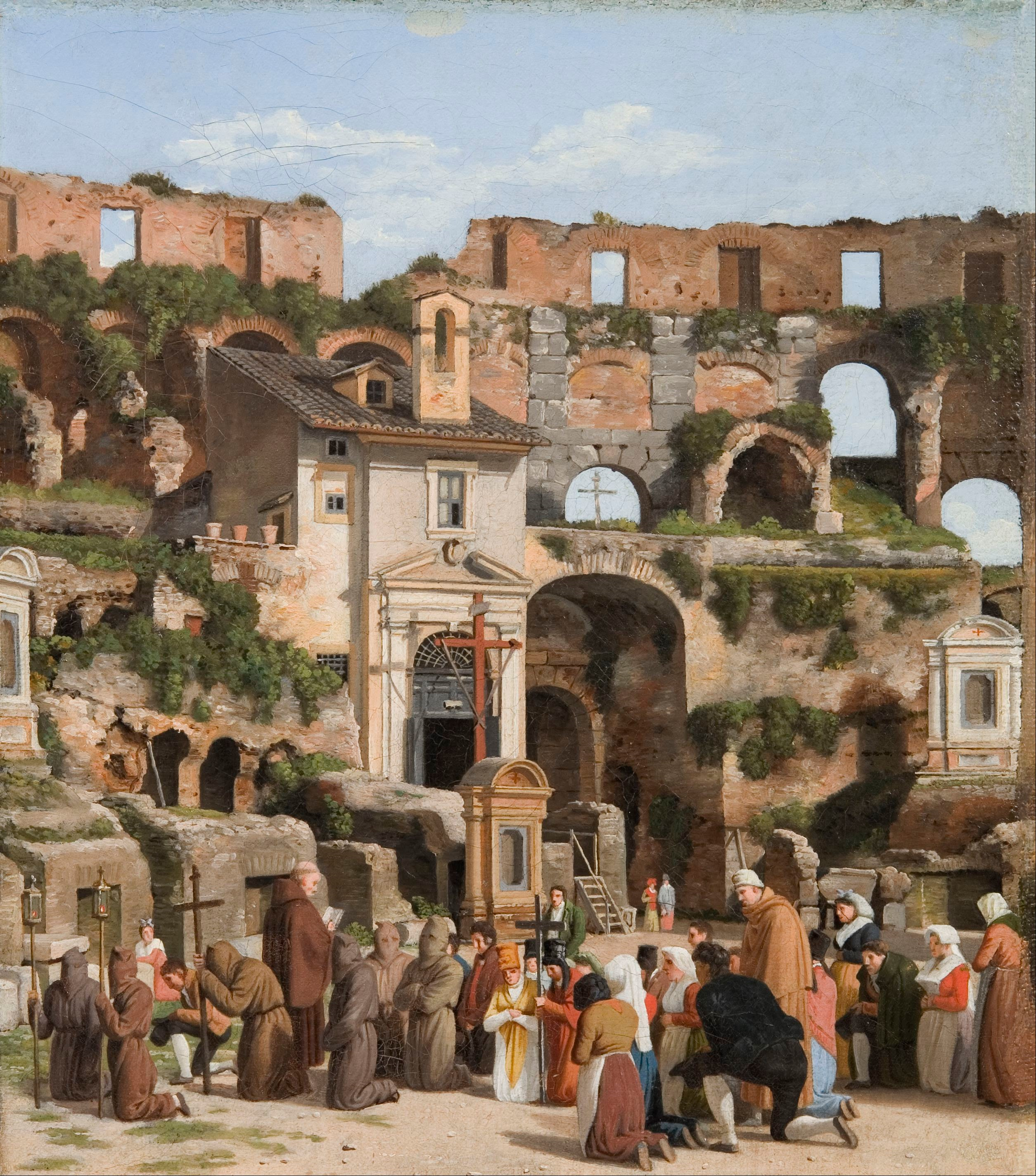
منظر داخلي للكولوسيوم 1816

بعد عامين، سافر أكثر عبر فلورنسا إلى روما حيث واصل دراسته بين عامي 1813 و1816. عمل على تحسين مهاراته كرسام للتاريخ، واستمتع برسم دراسات أصغر عن الحياة المحلية والمنطقة. عاش هناك ثلاث سنوات بين مجموعة من الفنانين في المتجر، وكان برتل ثورفالدسن رئيسًا للثقافة. طور إيكرسبرج وثورفالدسن علاقة وطيدة دائمة، وخدم السيد إكرسبيرج الأصغر كصديق مخلص ومستشار. رسم إيكرسبيرغ إحدى أفضل صوره، وهي صورة ثورفالدسن، في روما عام 1814 ، والتي تم التبرع بها لأكاديمية الفنون. تتفق معه الحياة في روما، وقد تأثر بشكل كبير بالضوء الجنوبي الساطع الذي اختبره هناك. أنتج مجموعة كبيرة من الأعمال خلال تلك السنوات، بما في ذلك عدد من دراسات المناظر الطبيعية الاستثنائية.
تم الانتهاء من طلاقه من زوجته أثناء إقامته خارج البلاد، وفي 2 أغسطس 1816 عاد إلى الدنمارك.

### المهنة ألاكاديمية

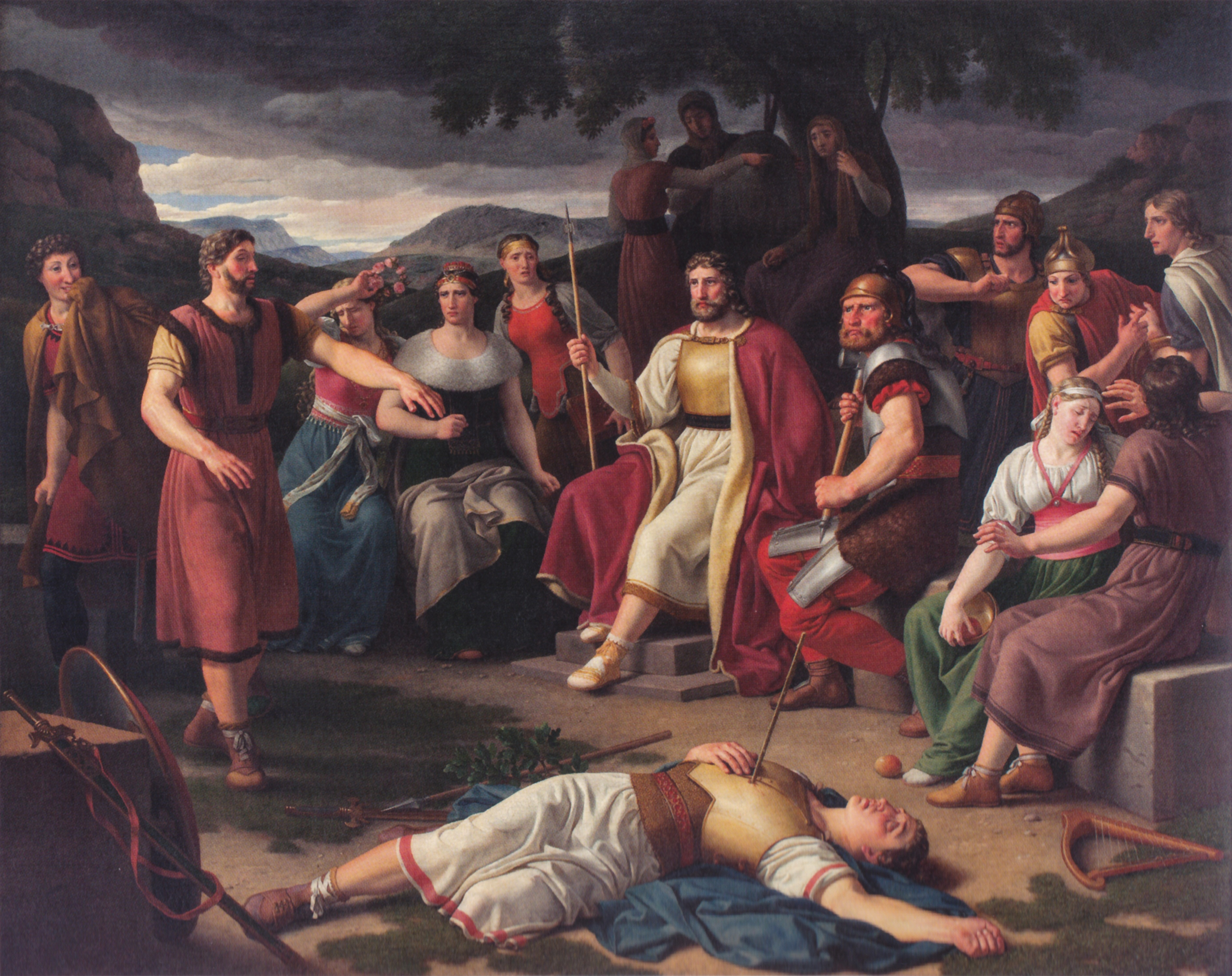
موت بالدور بريشة إيكرسبرج 1817

بعد فترة وجيزة من عودته إلى الدنمارك، رتب إيكرسبرج لقبوله في الأكاديمية الملكية الدنماركية للفنون، واستقبل كموضوع لقبولته اللوحة الأسطورة الإسكندنافية، موت بالدور. في 8 فبراير 1817 ، تزوج إليزابيث كاثرين جولي جويل، ابنة جينس جويل (رسام بورتريه وأستاذ في الأكاديمية). كان لديهم ولدان وأربع بنات قبل وفاتها عام 1827.
تم قبوله كعضو في الأكاديمية الملكية الدنماركية للفنون في أكتوبر 1817 ، وعُين أستاذاً هناك في عام 1818 ، بعد أن تولى منصب الأستاذية الشاغر الذي ترك بعد وفاة نيكولاج أبيلدجارد في عام 1809. انتظرت الأكاديمية لملء المنصب حتى عاد إكرسبيرج إلى الدنمارك من رحلات طلابه، كان الفنان جون لودفيغ لوند يرغب بنفس المنصب. أخيرًا، منحت الأكاديمية المنصب ليس فقط لإيكرسبرج، ولكن أيضًا إلى لوند.
بعد عام من وفاة زوجته إليزابيث في عام 1827 ، تزوج أختها سوزان هنرييت إميلي جويل، وأنجب منها أيضًا عدة أطفال. كان مديرًا للأكاديمية من عام 1827 إلى عام 1829. وقد فقده بصره في حياته اللاحقة وكان عليه أن يتخلى عن الرسم. توفي في كوبنهاغن بسبب الكوليرا في 22 يوليو 1853 خلال الوباء الكبير. ودفن في كوبنهاغن.

## الأسلوب
تم تكليف إيكرسبرج بعمل عدد من اللوحات التاريخية لقصر كريستيانسبورج، بالإضافة إلى لوحات تتناول موضوع المذبح. أشهر أعماله هي لوحات الطبقة الوسطى في كوبنهاغن، مثل لوحة «عائلة ناثانسون»، 1818 ، والصورة الرسمية لفريدريك السادس ملك الدنمارك. على الرغم من قدراته في هذا النوع الرسم، إلا أن مسيرته في البورتريه لم تدم طويلًا، بسبب المنافسة التي تلقاها من كريستيان ألبريشت جنسن الشهير آنذاك.
كانت اللوحات البحرية نوعًا آخر طوره باهتمام كبير. كان لديه شغف بالسفن، وأبحر حول سكاجيراك وكاتيجات وبحر الشمال وحتى القنال الإنجليزي في سن 56. تجربة الإبحار في البحار المفتوحة أعطت بعدًا جديدًا للوحاته البحرية، والتي حتى تلك النقطة كانت تميل إلى أن تكون تصويرًا هادئًا للبحر. الآن كان هناك المزيد من الاهتمام بالحركة والأمواج.

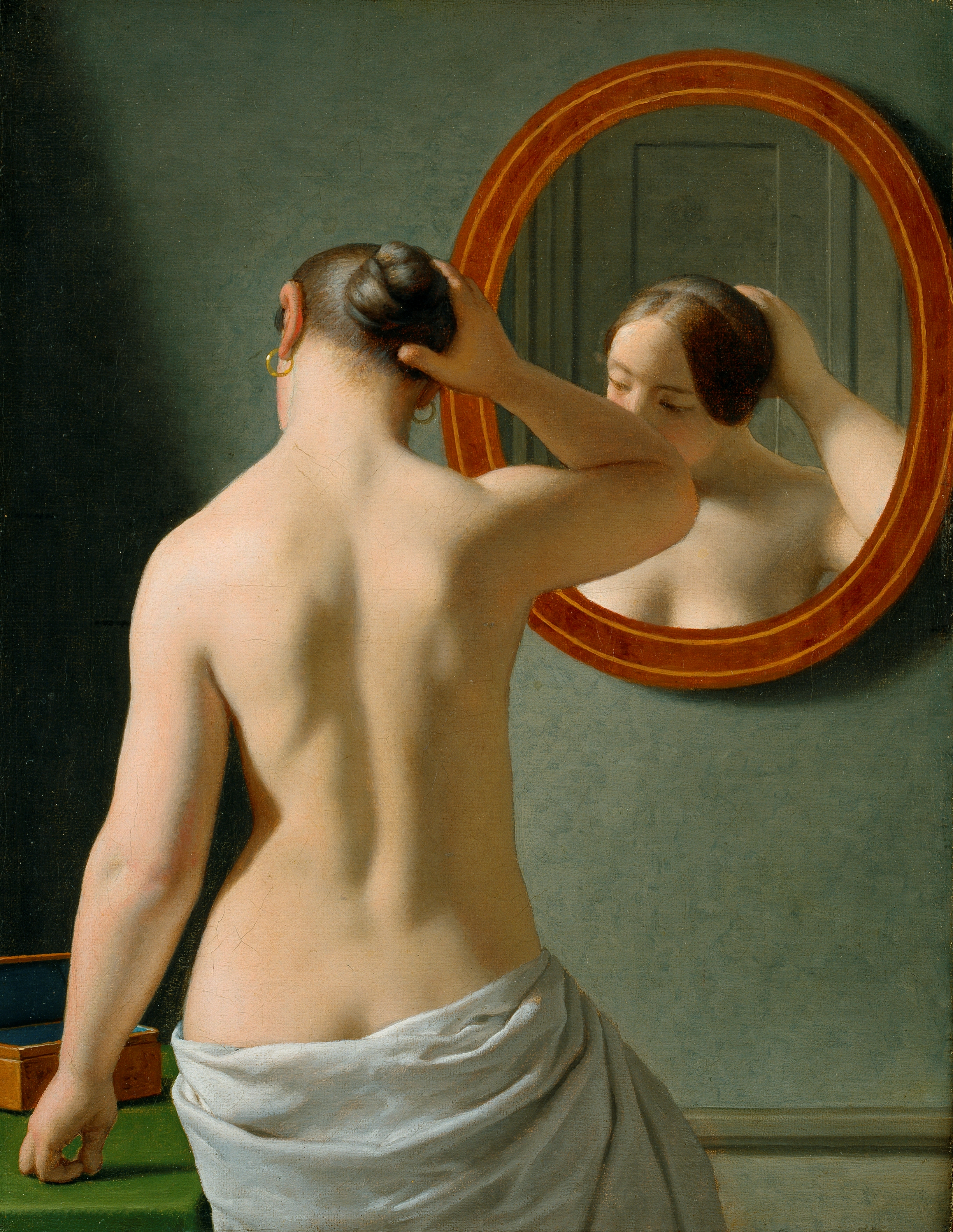
امرأة عارية تصفف شعرها أمام المرآة بريشة إيكرسبرج 1841

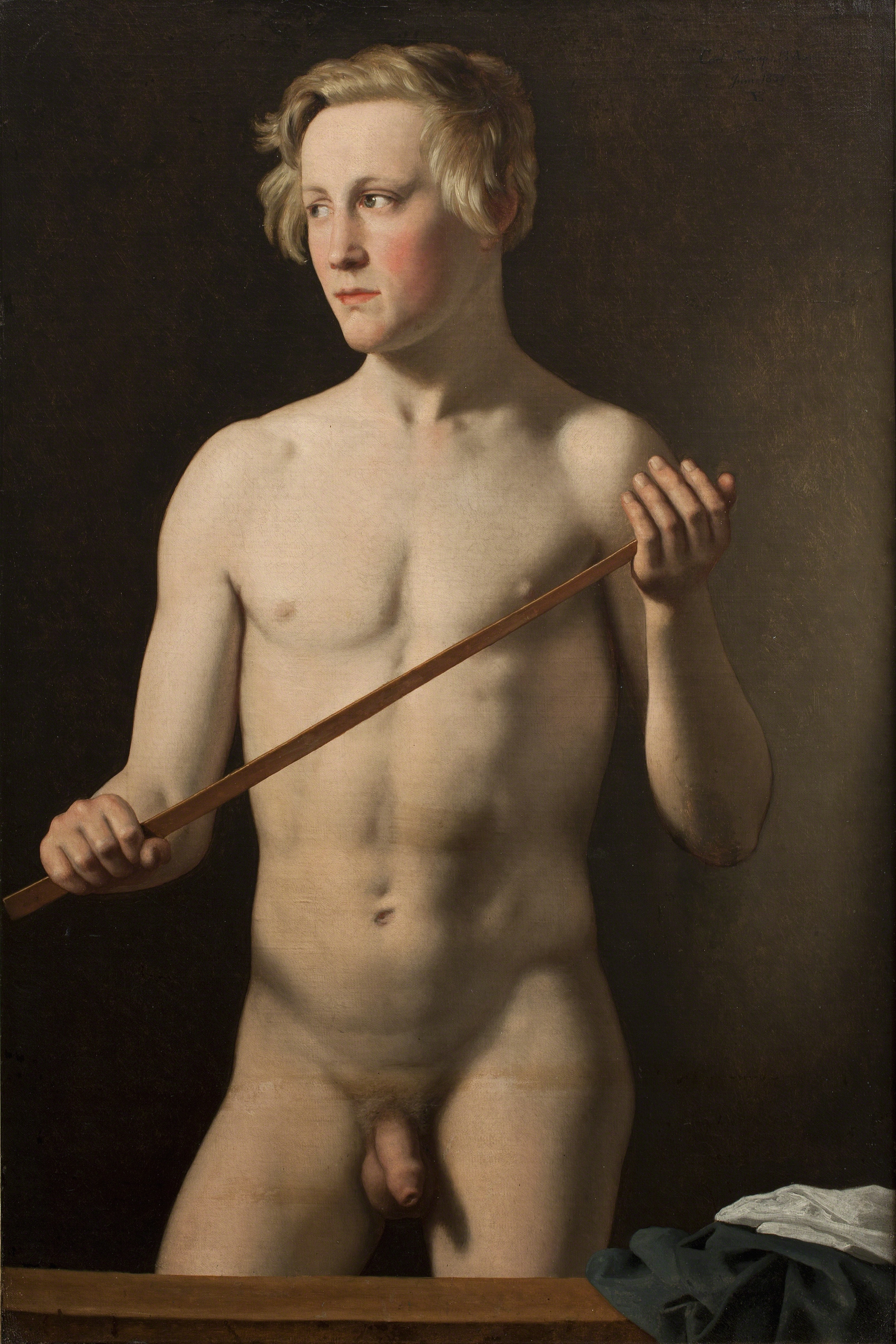
نموذج واقف لجسد ذكر (كارل فروروب) بريشة إيكرسبرج 1837. كان فروروب من النماذج المفضلة لإيكرسبرج.

منحه الأميرالية في عام 1819 حرية الوصول إلى محطة كوبنهاغن البحرية، مما منحه الفرصة لمشاهدة العديد من السفن - وهو الدافع المفضل في لوحاته. خلال الصيف، كان البحارة يمارسون السباحة هنا - بالطبع كانوا يسبحون عراة. أعطى هذا الأمر إيكرسبرج فرصة فريدة لمشاهدة الرجال في حالة خلع ملابسهم بالكامل وإجراء تقييم فني لبنيتهم الجسدية. وهكذا يمكنه هنا اختيار النماذج التي يحتاجها في لوحاته بدوافع من العصور القديمة اليونانية أو الرومانية.
كانت أكبر مساهمة له في الرسم من خلال تدريسه في الأكاديمية الملكية الدنماركية للفنون. لقد أعاد تنشيط التدريس من خلال نقل الطلاب إلى الميدان، حيث تم تحديهم لإجراء دراسات من الطبيعة. وبهذه الطريقة، كان هو من أدخل دراسة مباشرة من الطبيعة إلى الفن الدنماركي. كما شجع طلابه على تطوير نقاط قوتهم الفردية، وبالتالي خلق أنماط فريدة من نوعها. طور اهتمامًا متزايدًا بالمنظور على حساب لوحاته البحرية. كتب أطروحة حول هذا الموضوع تسمى «المنظور الخطي المستخدم في فن الرسم» في عام 1841 ، وقام بتدريس دروس حول هذا الموضوع في الأكاديمية. لقد صنع عددًا صغيرًا من النقوش التي تجمع بين ملاحظات الحياة اليومية ومبادئ التكوين الكلاسيكية المتناغمة. قاد هذا الطريق إلى الطريقة المميزة التي صور بها رسامو العصر الذهبي الحياة اليومية المشتركة.
هناك صورة ذاتية لإيكرسبرج من عام 1803 ، وتمثال نصفي له بواسطة برتل ثورفالدسن من عام 1816 وبورترية بواسطة فيلهلم مارستراند من عام 1836.

### أشهر تلاميذه
فيلهلم مارستراند، كونستانتين هانسن، لورينز فروليش، ديتليف بلونك، كارل داهل، آدم أوقست مولر، هانس يورغن همر، كارل فريدريك سورينسن.

## معرض الصور

لوحات فنية
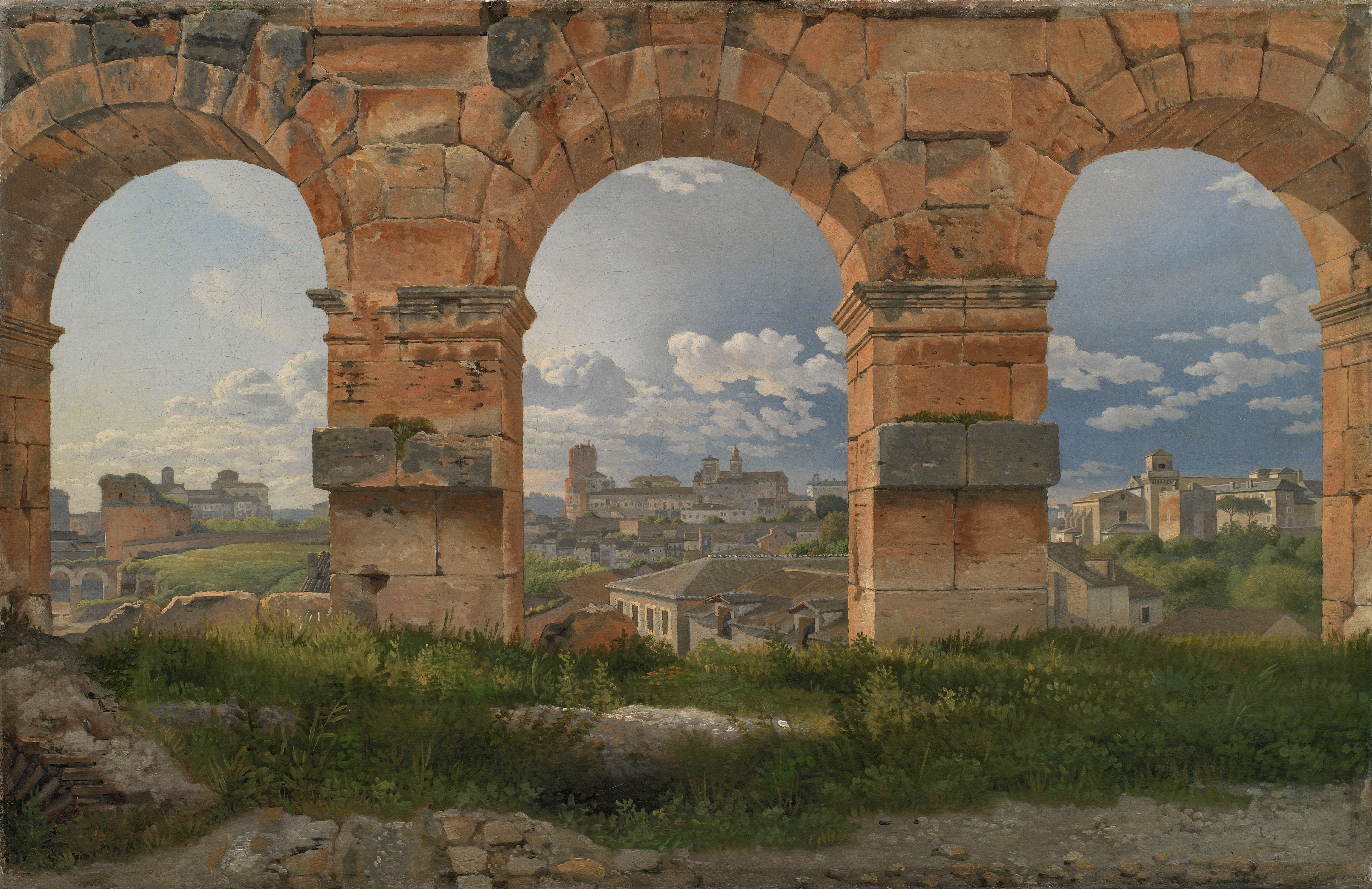
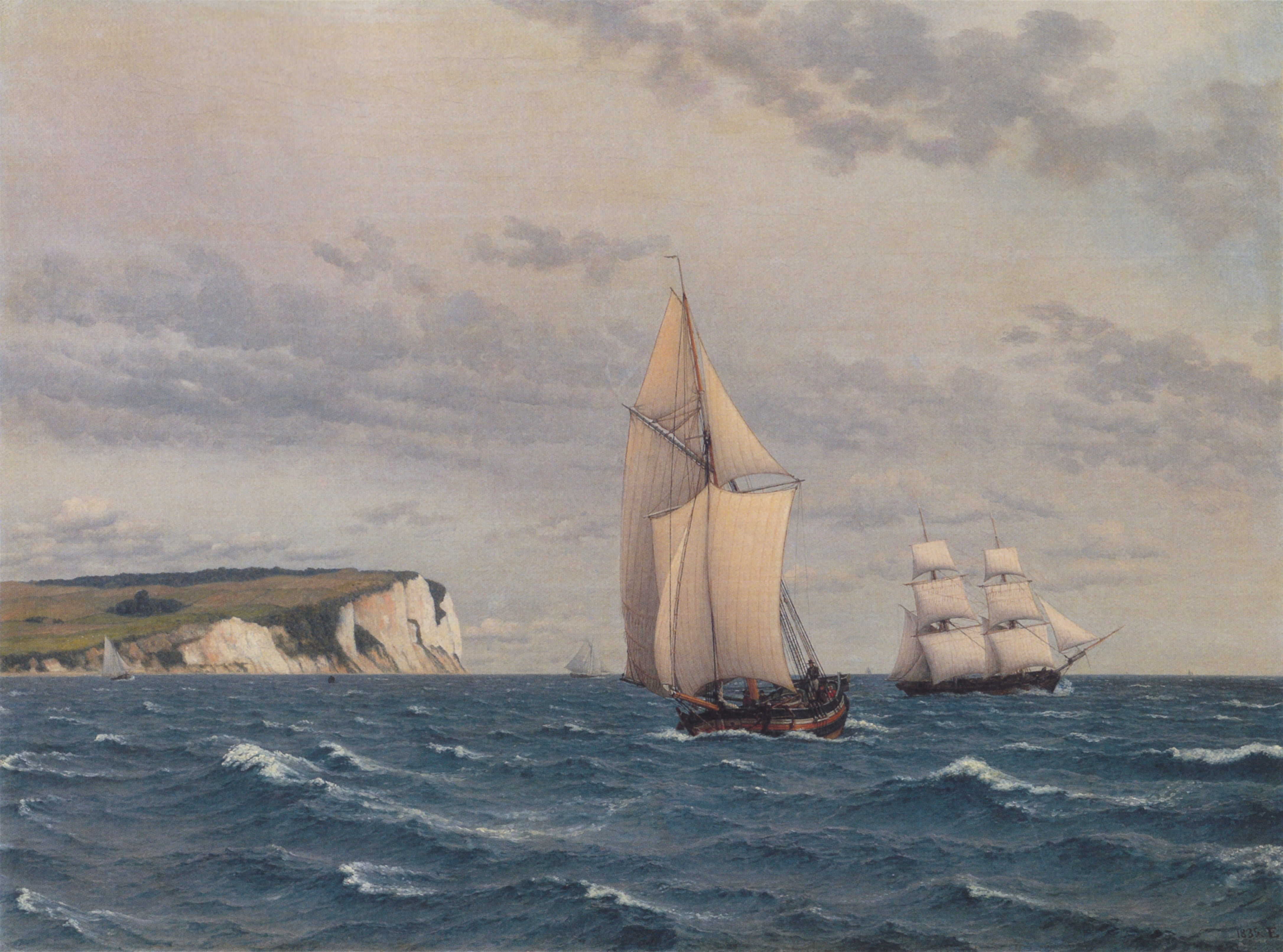
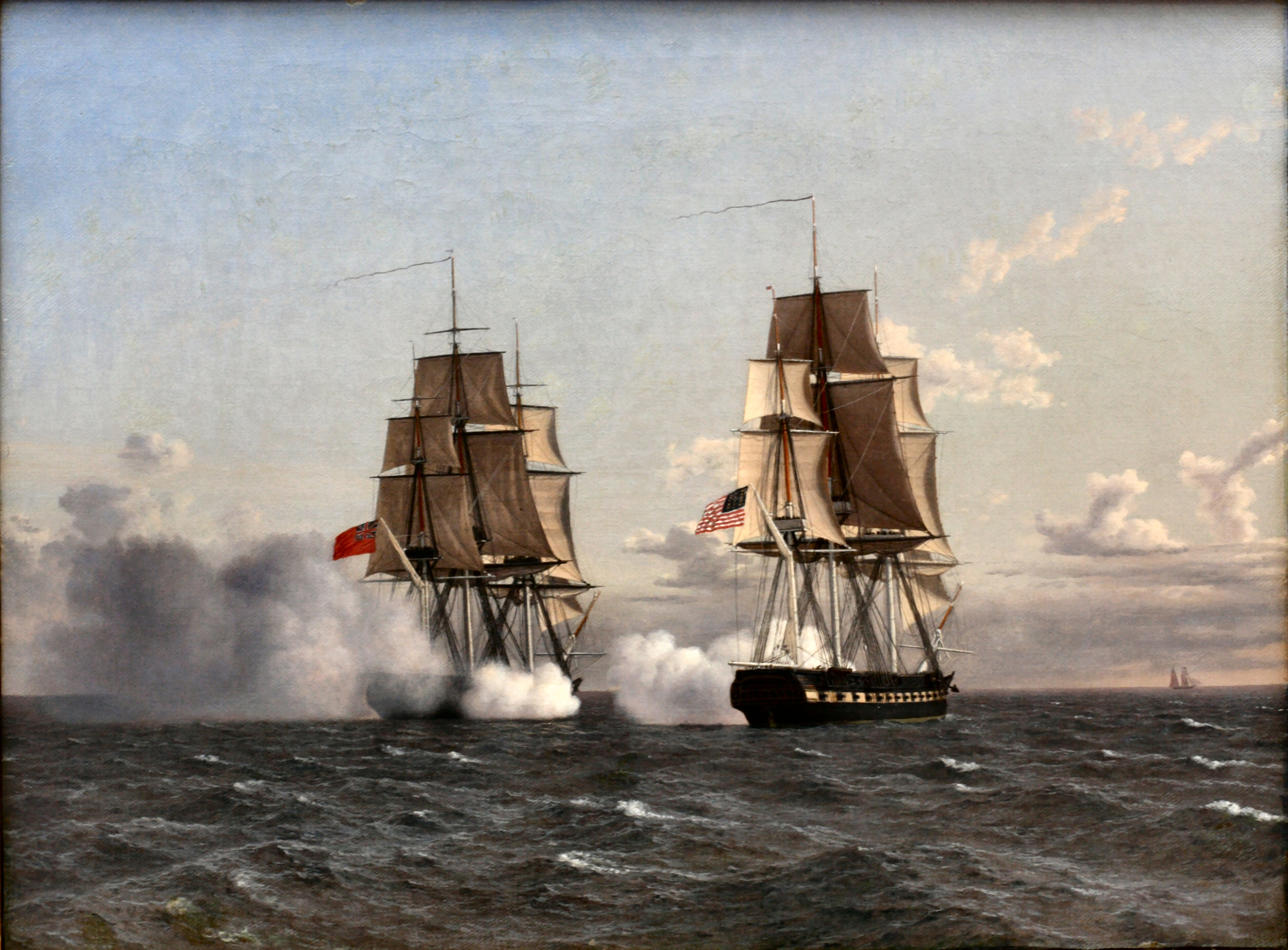
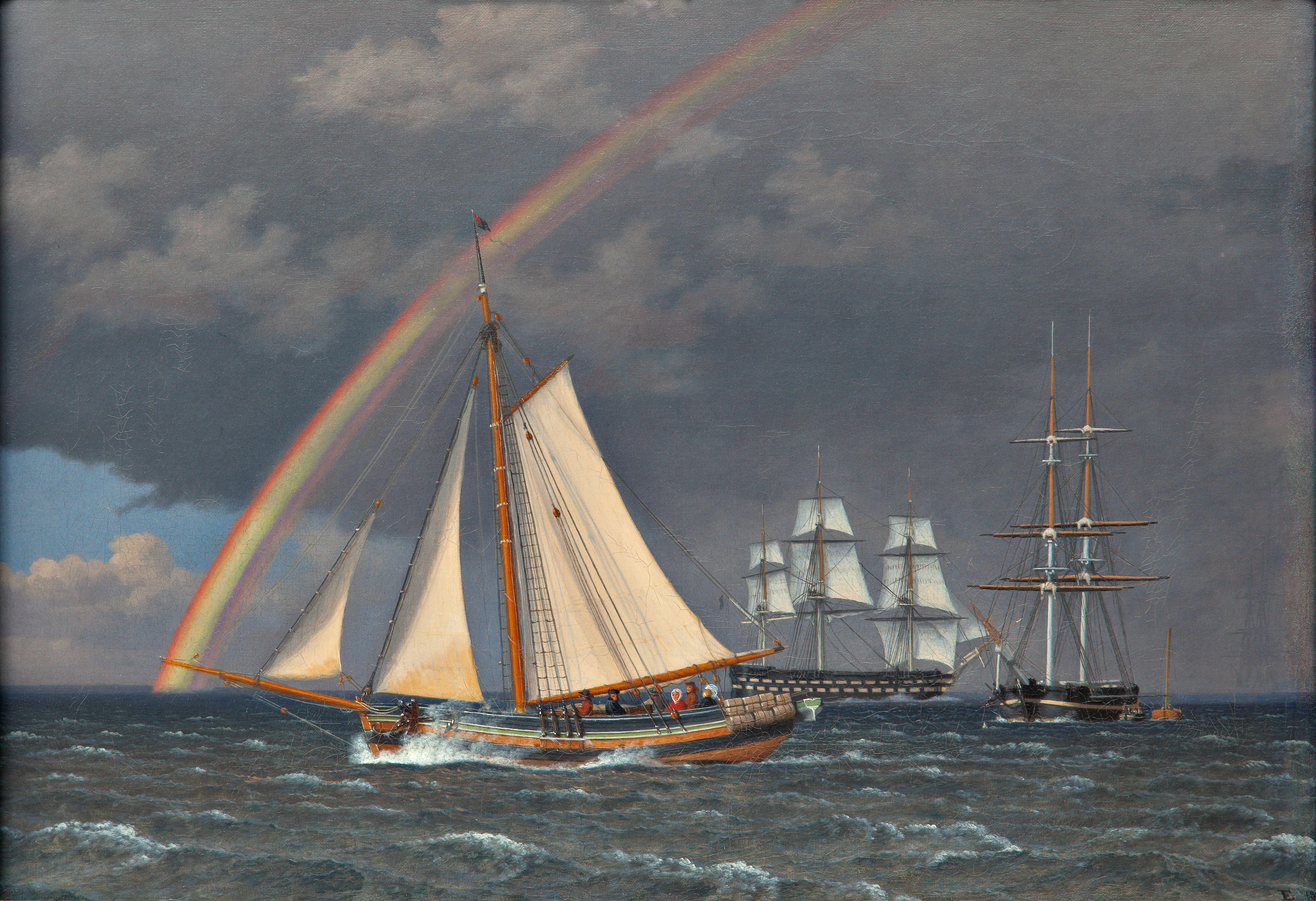
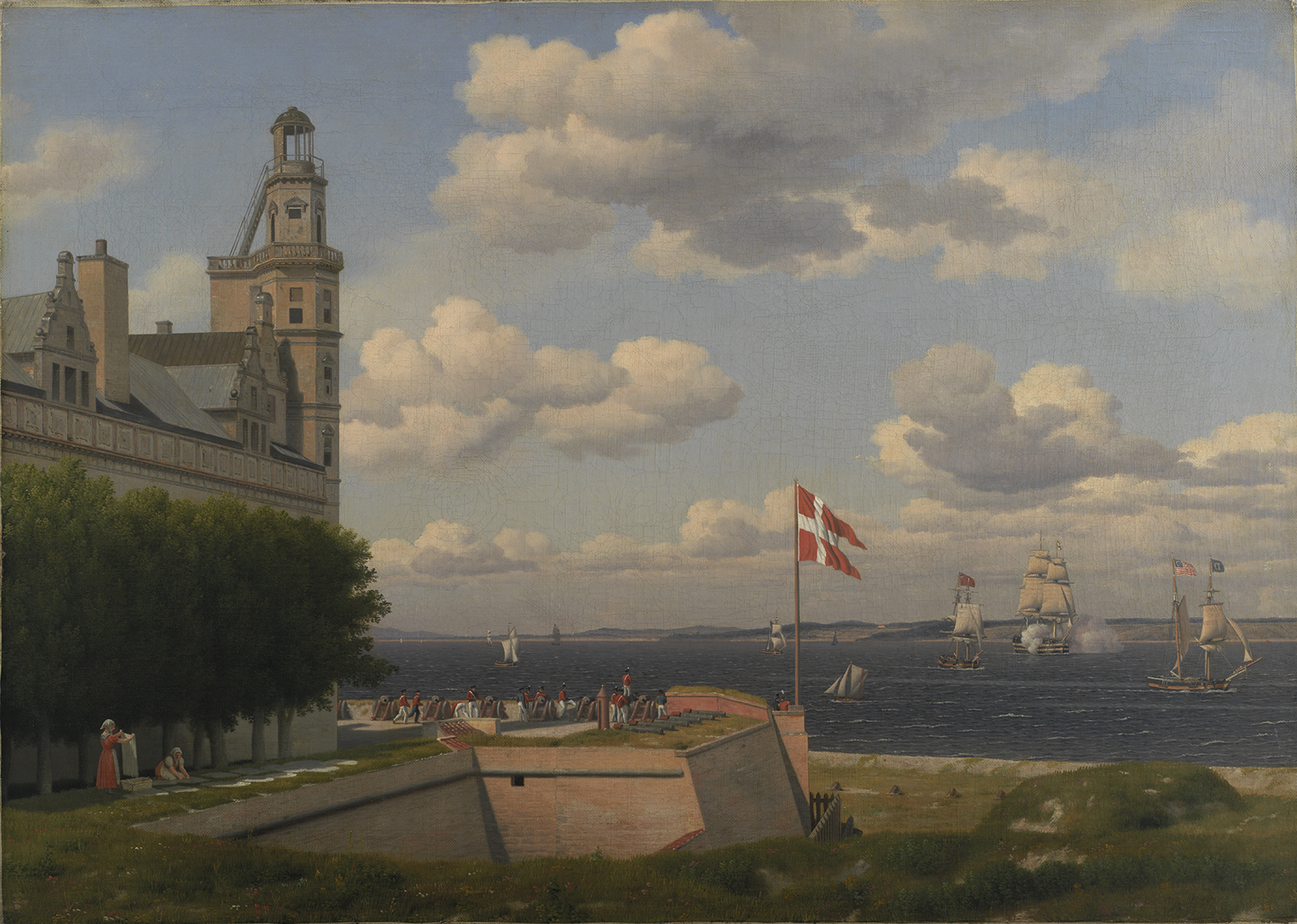
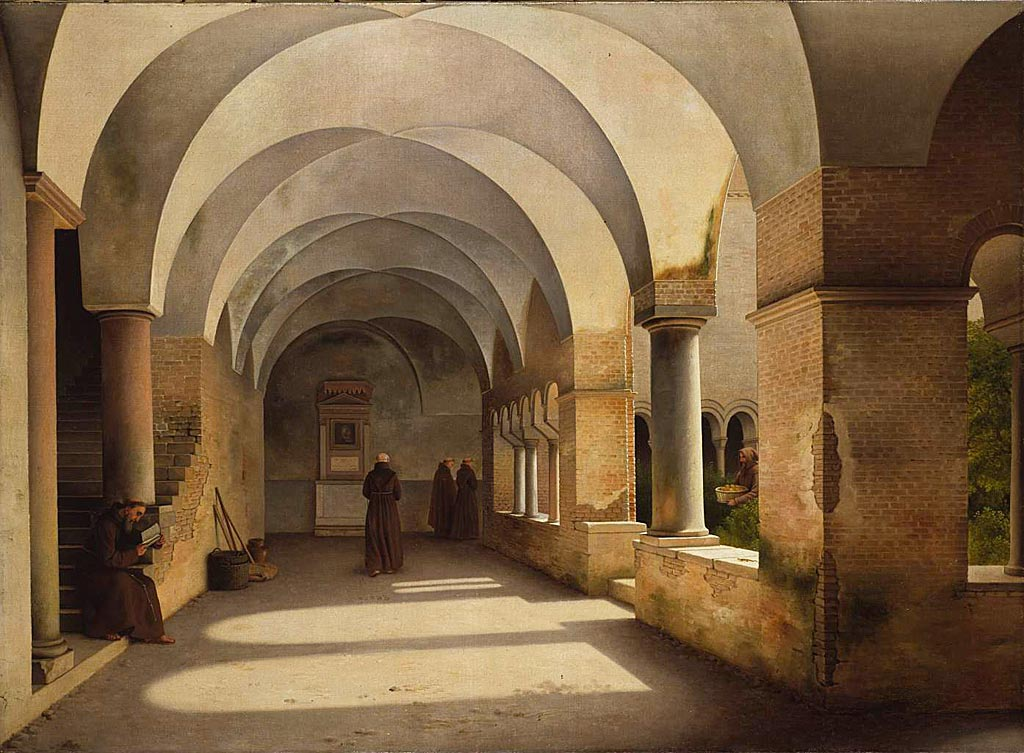
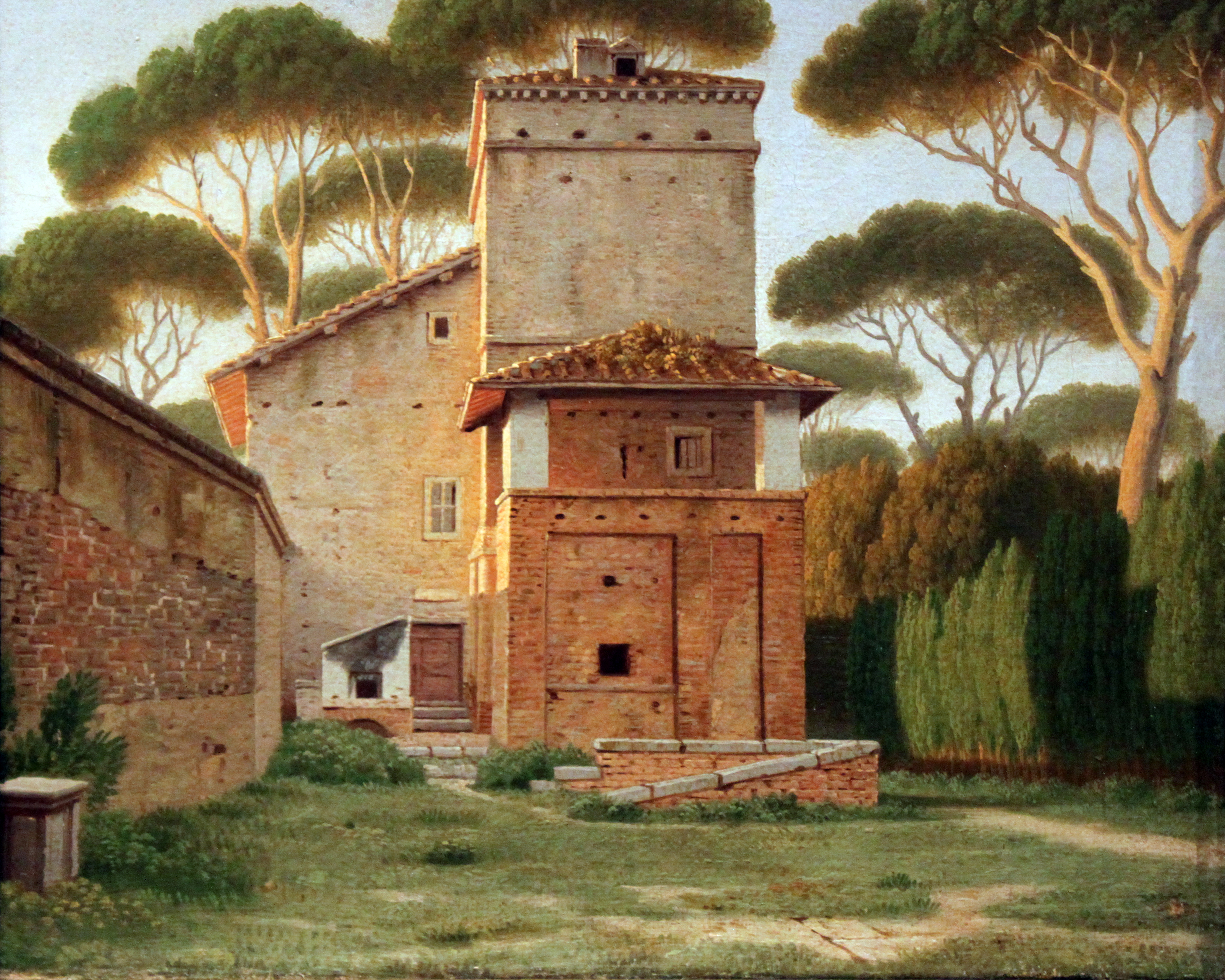
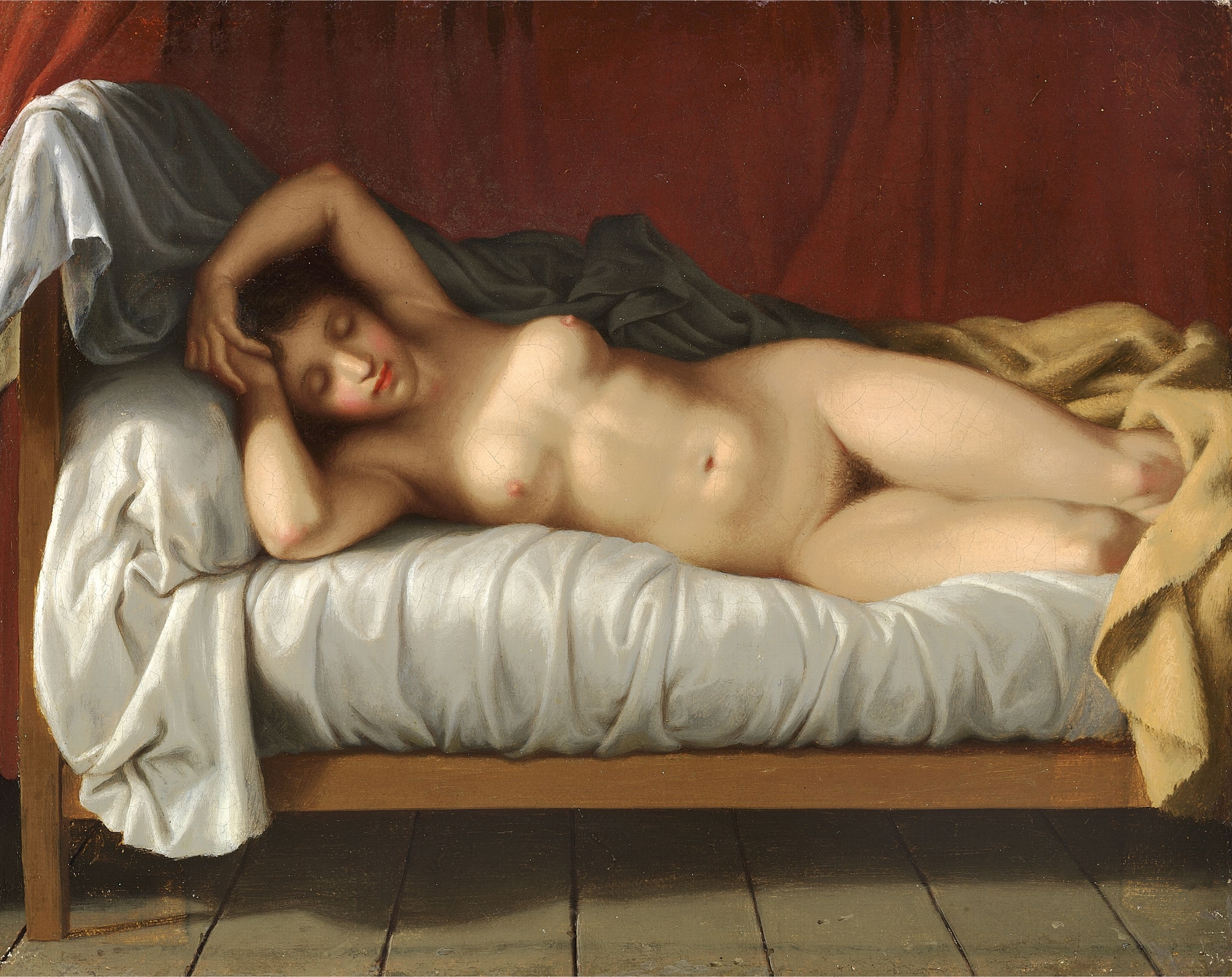
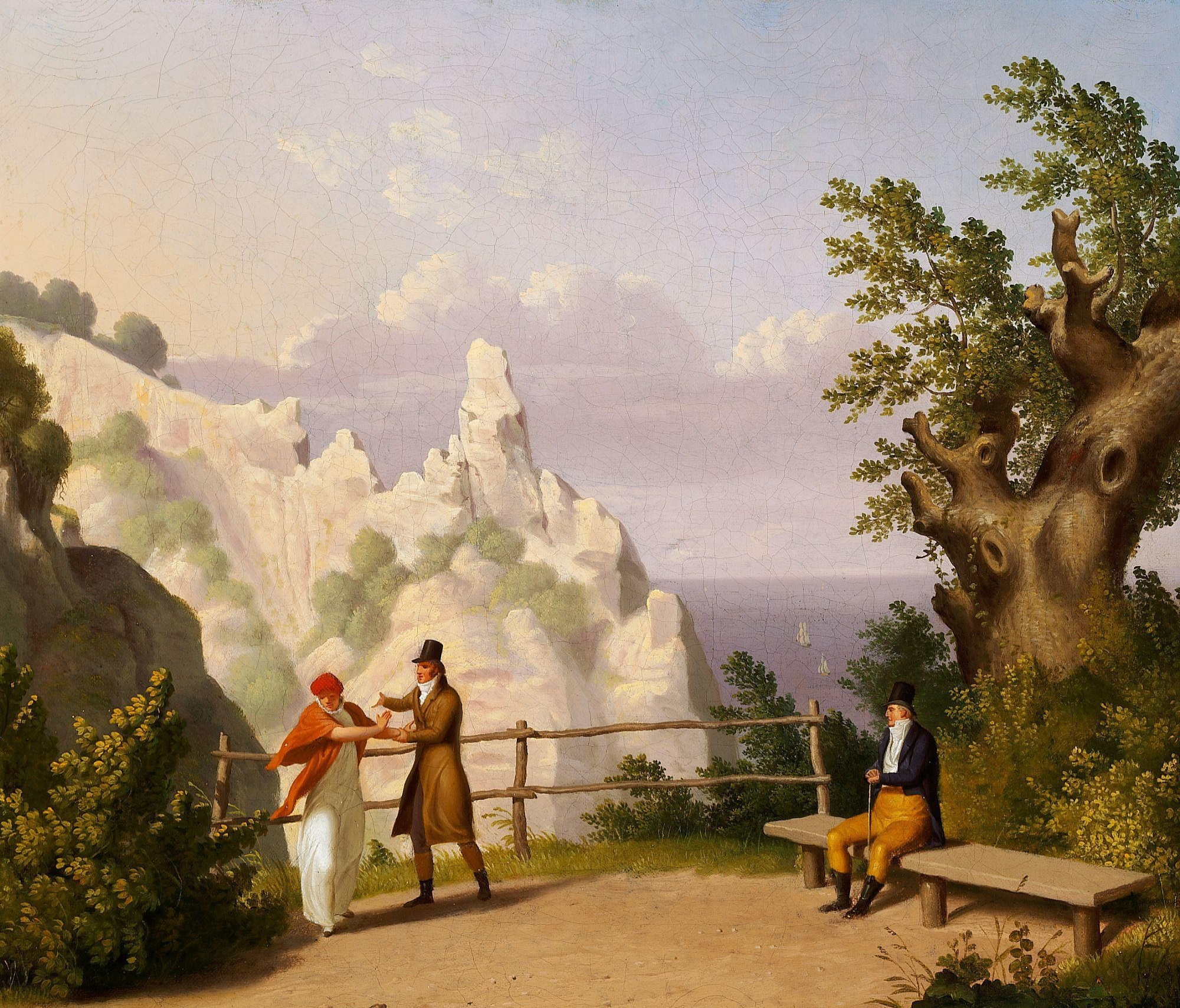
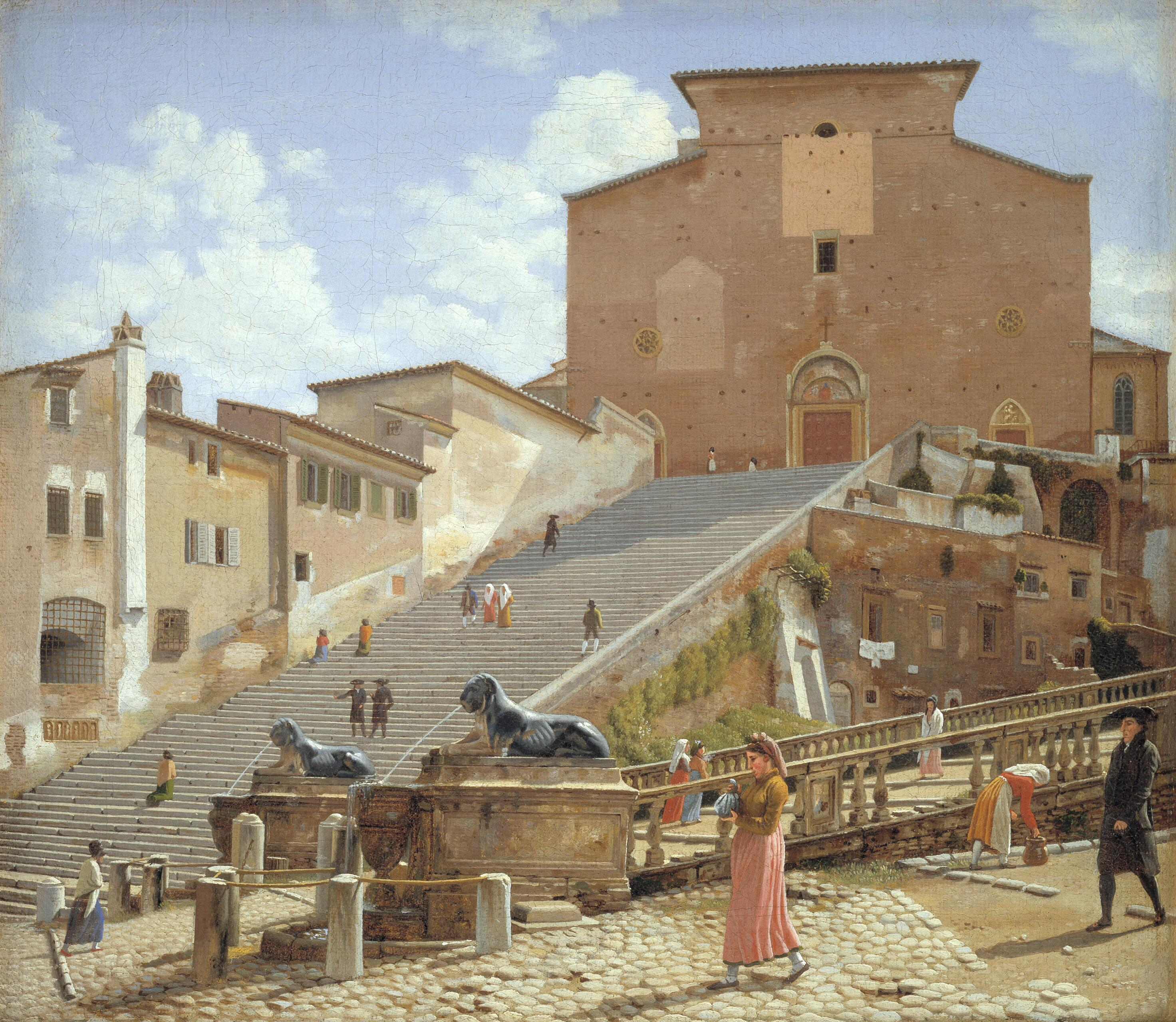
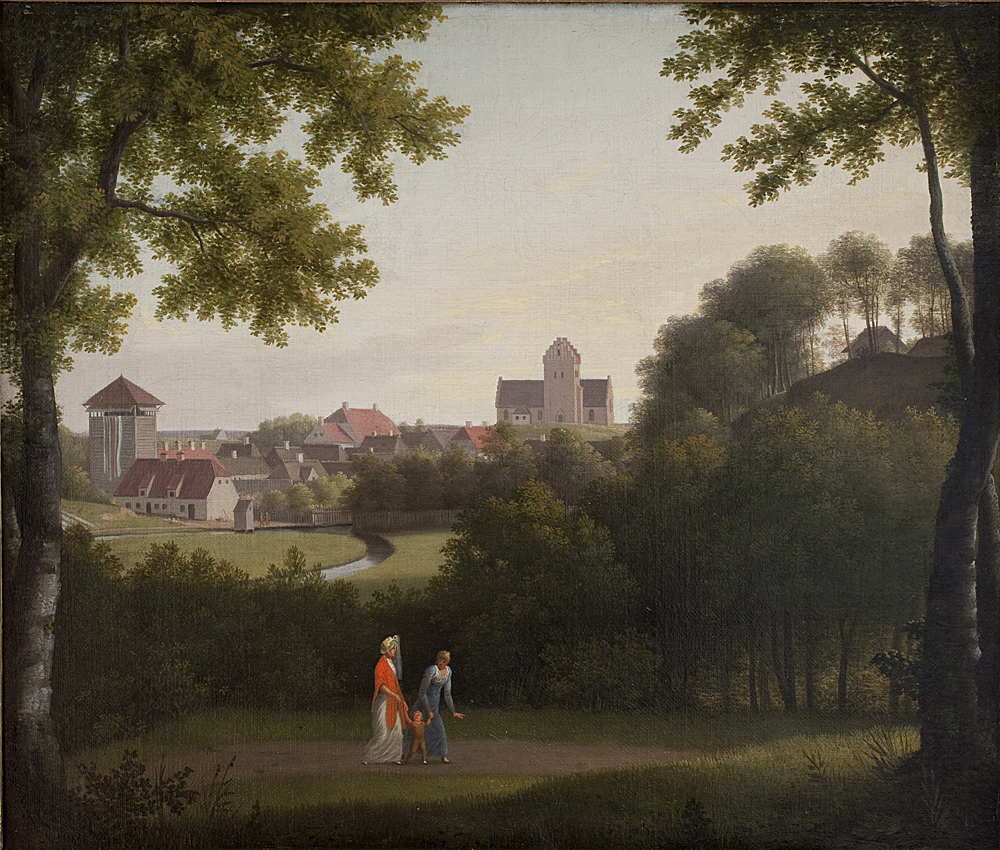
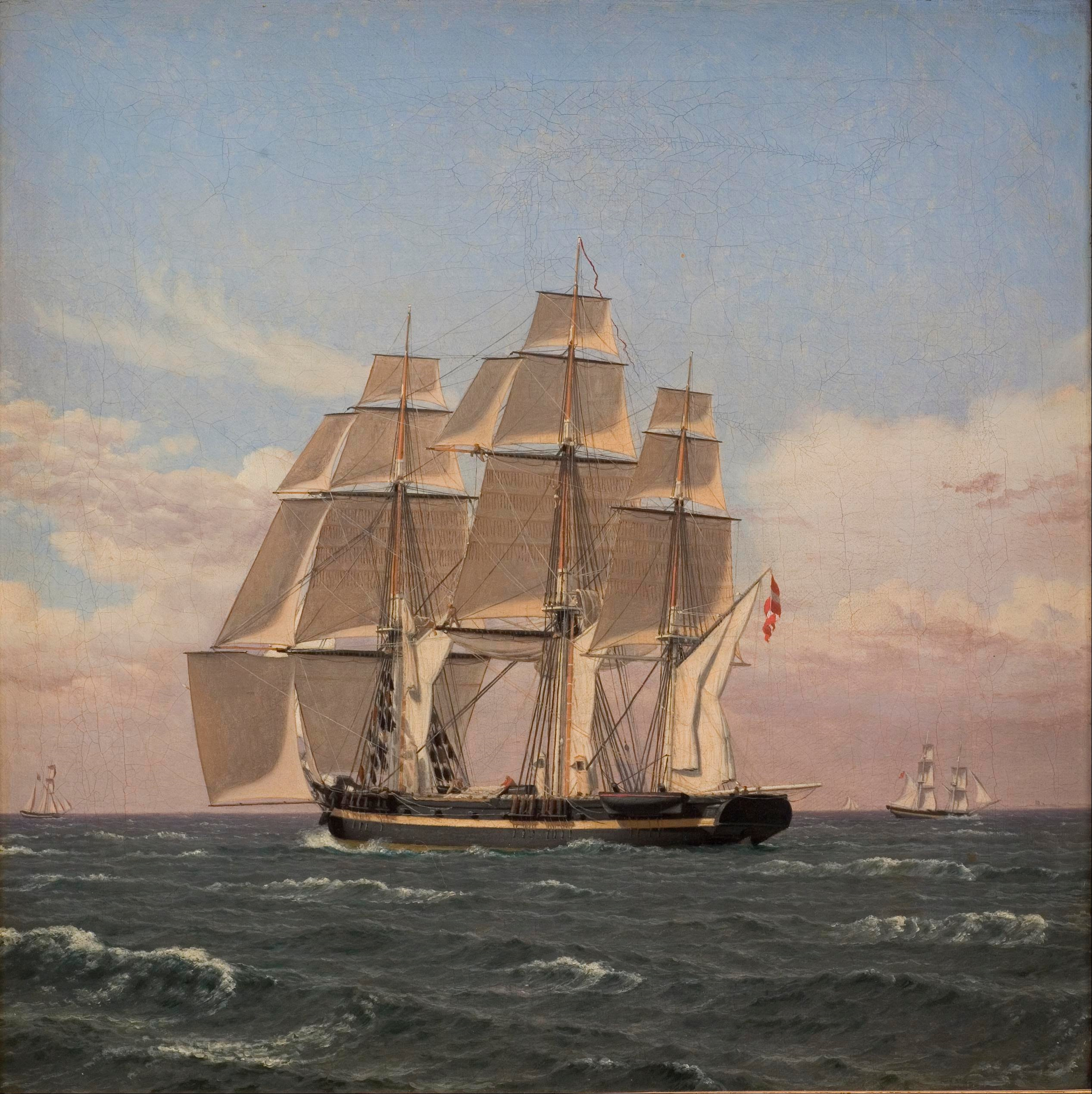
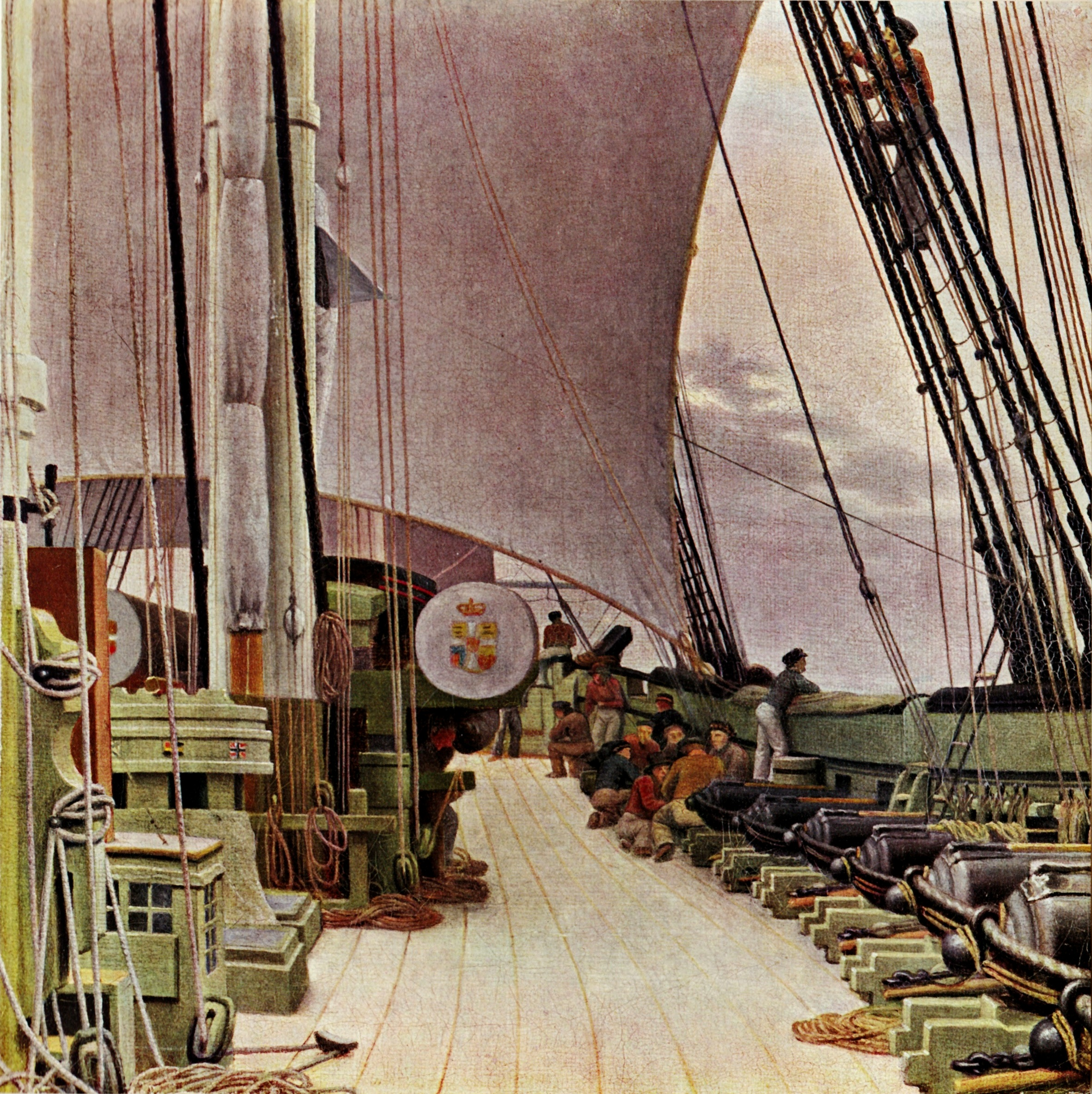
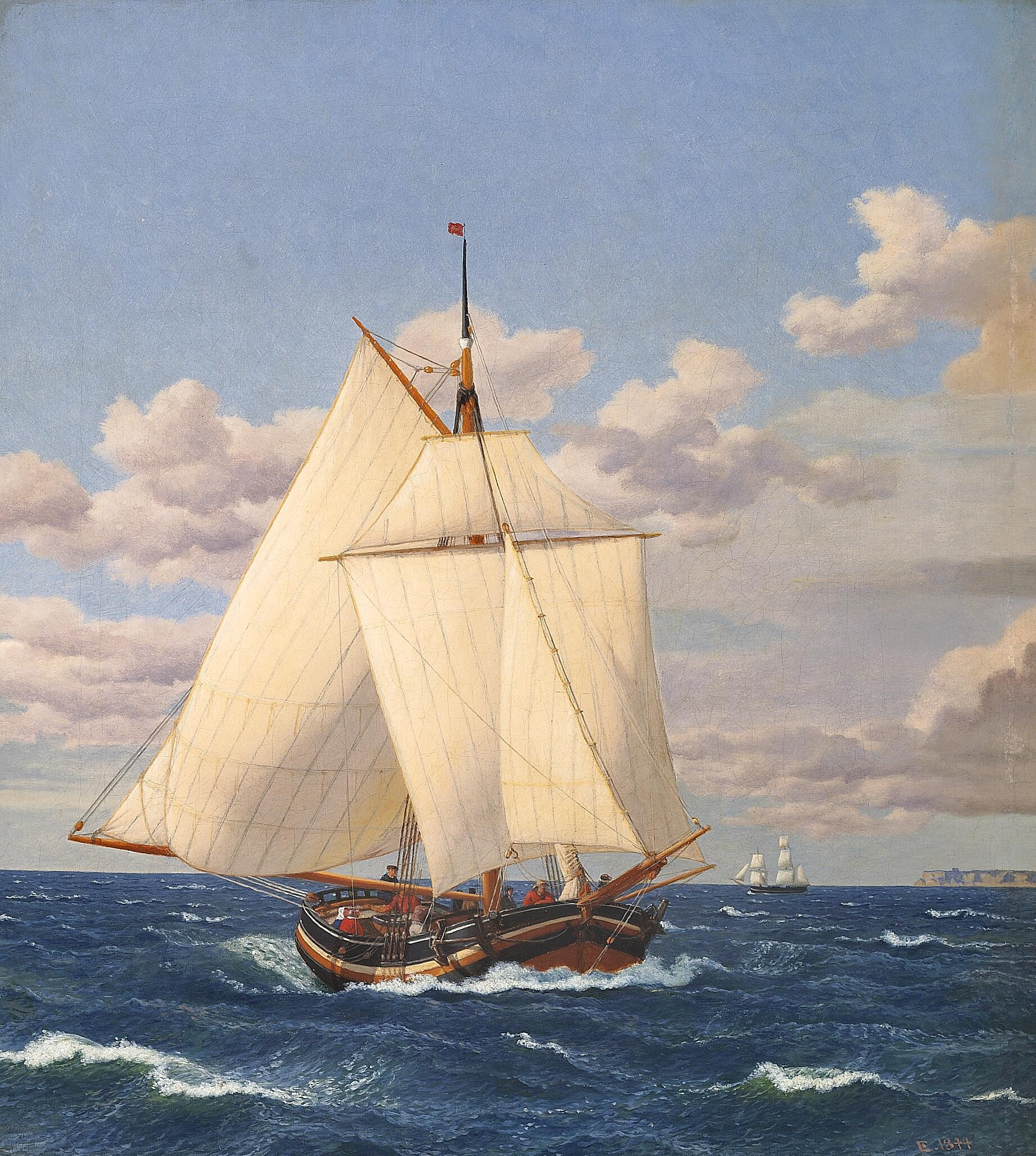
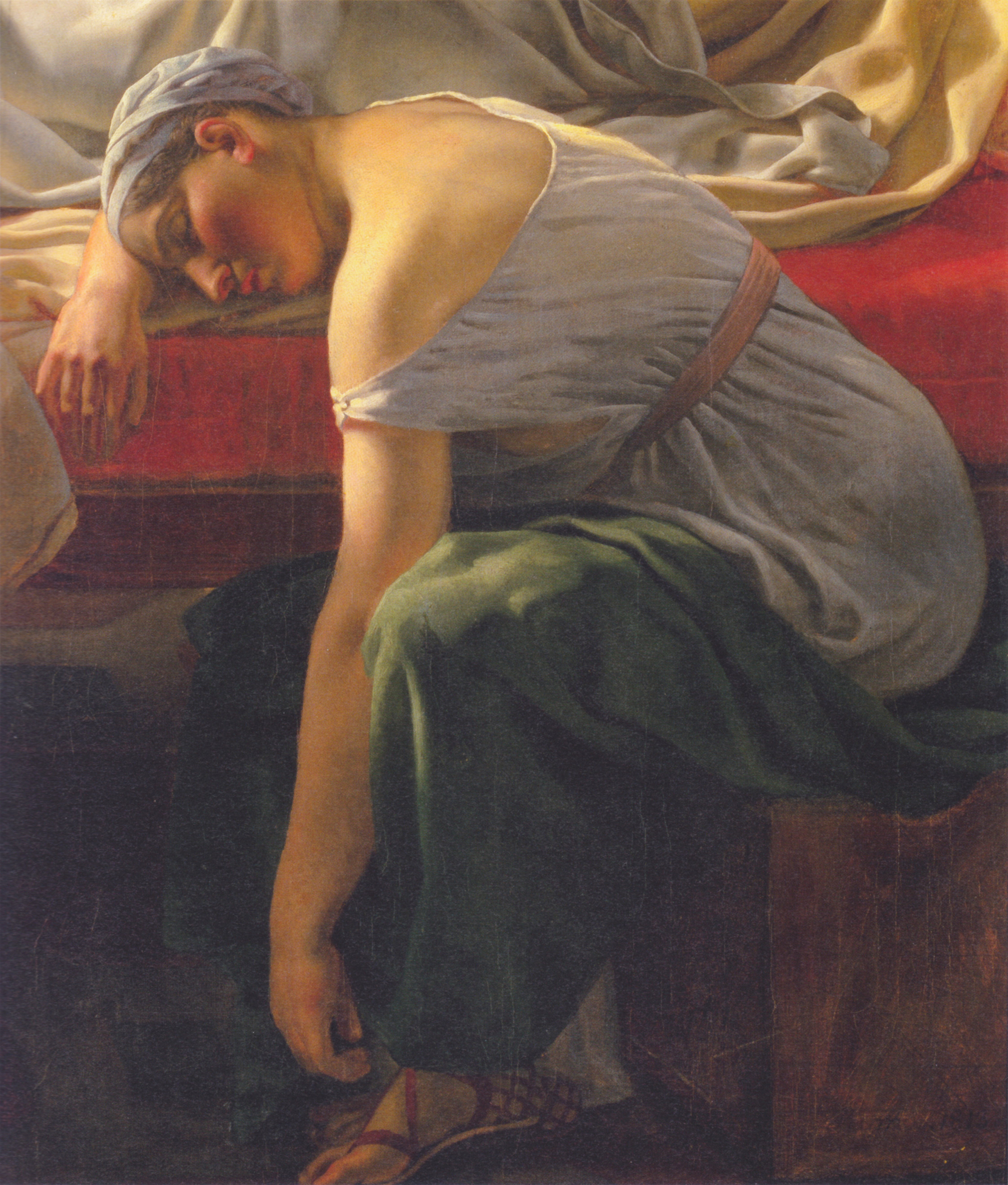
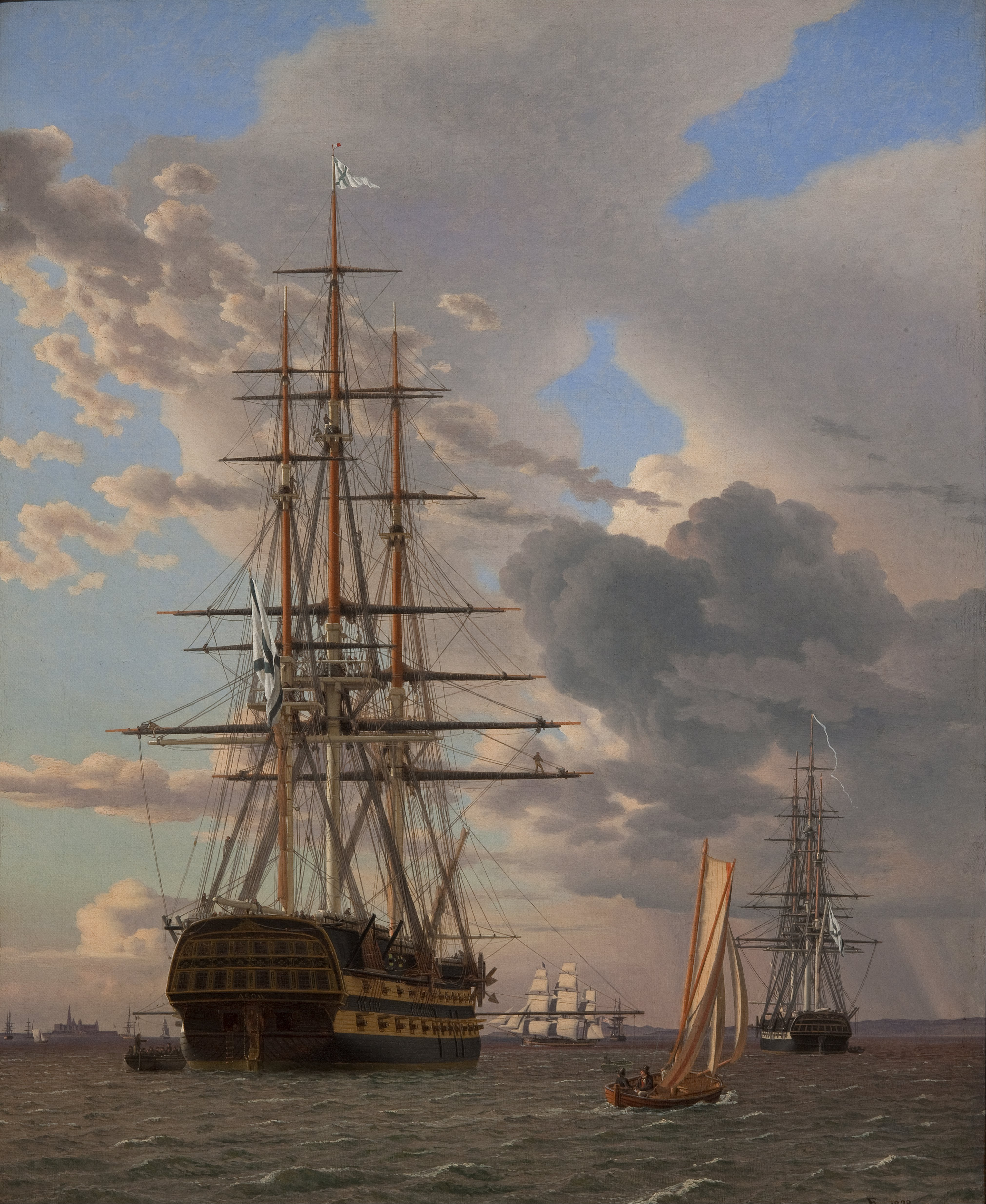
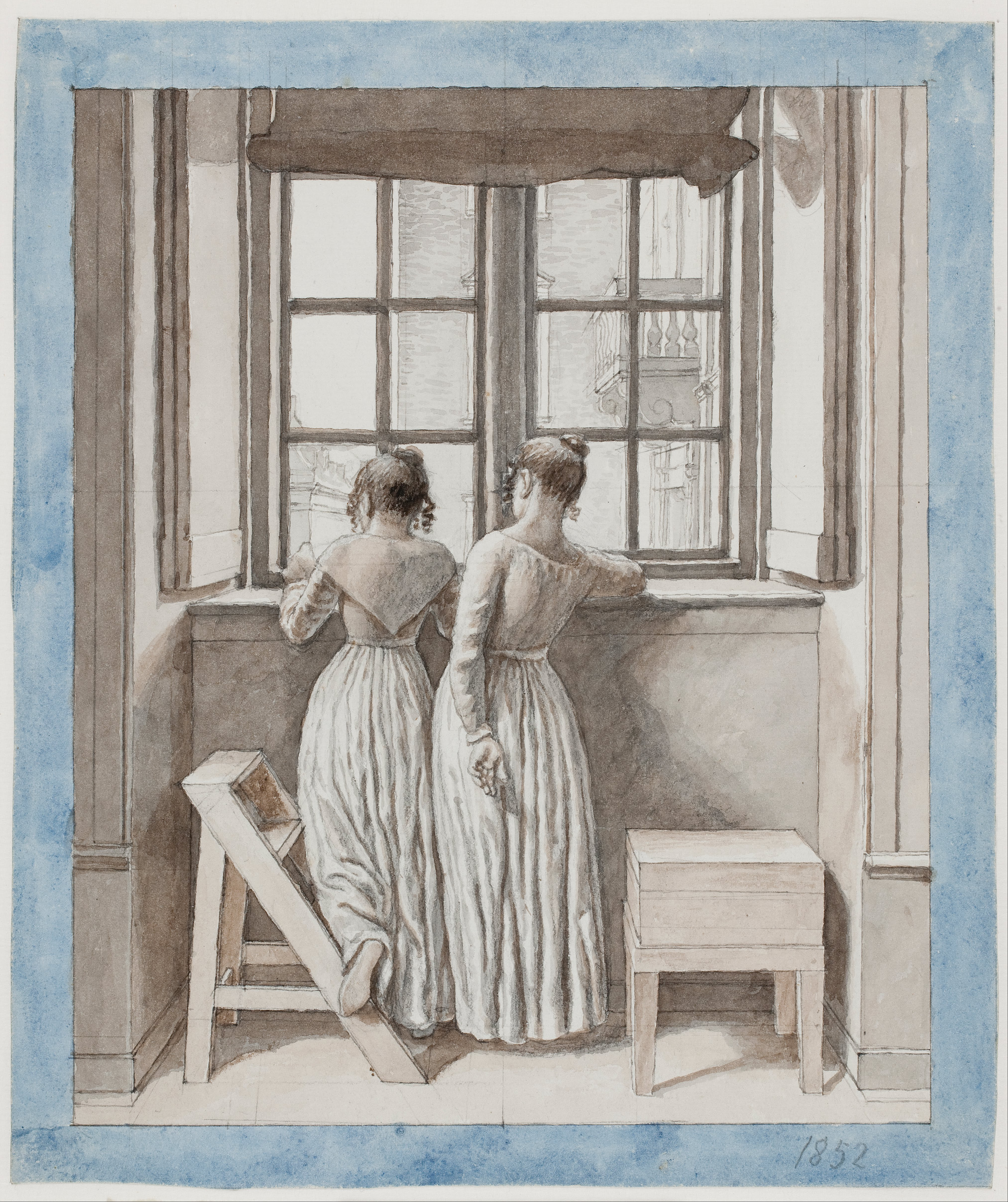
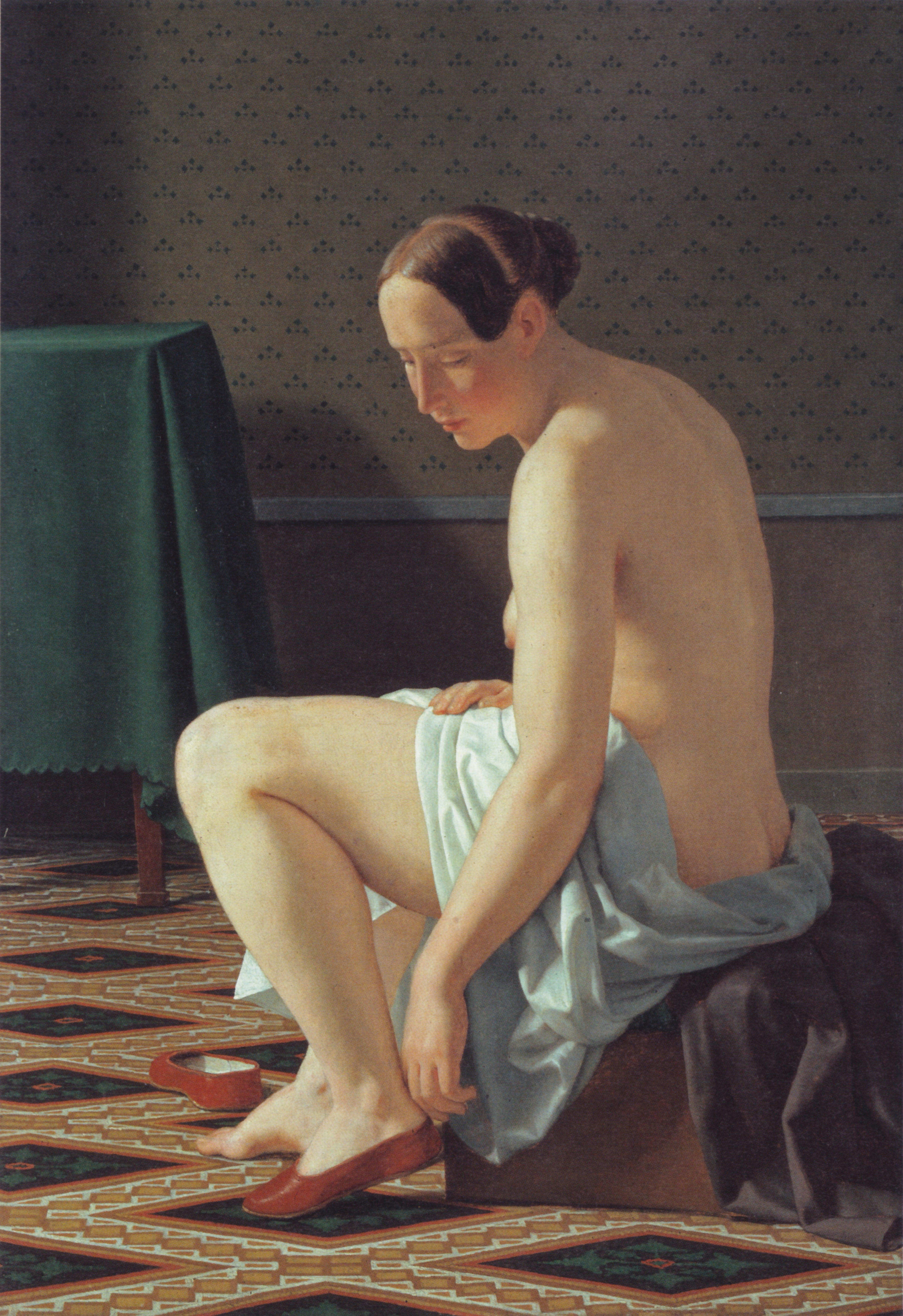
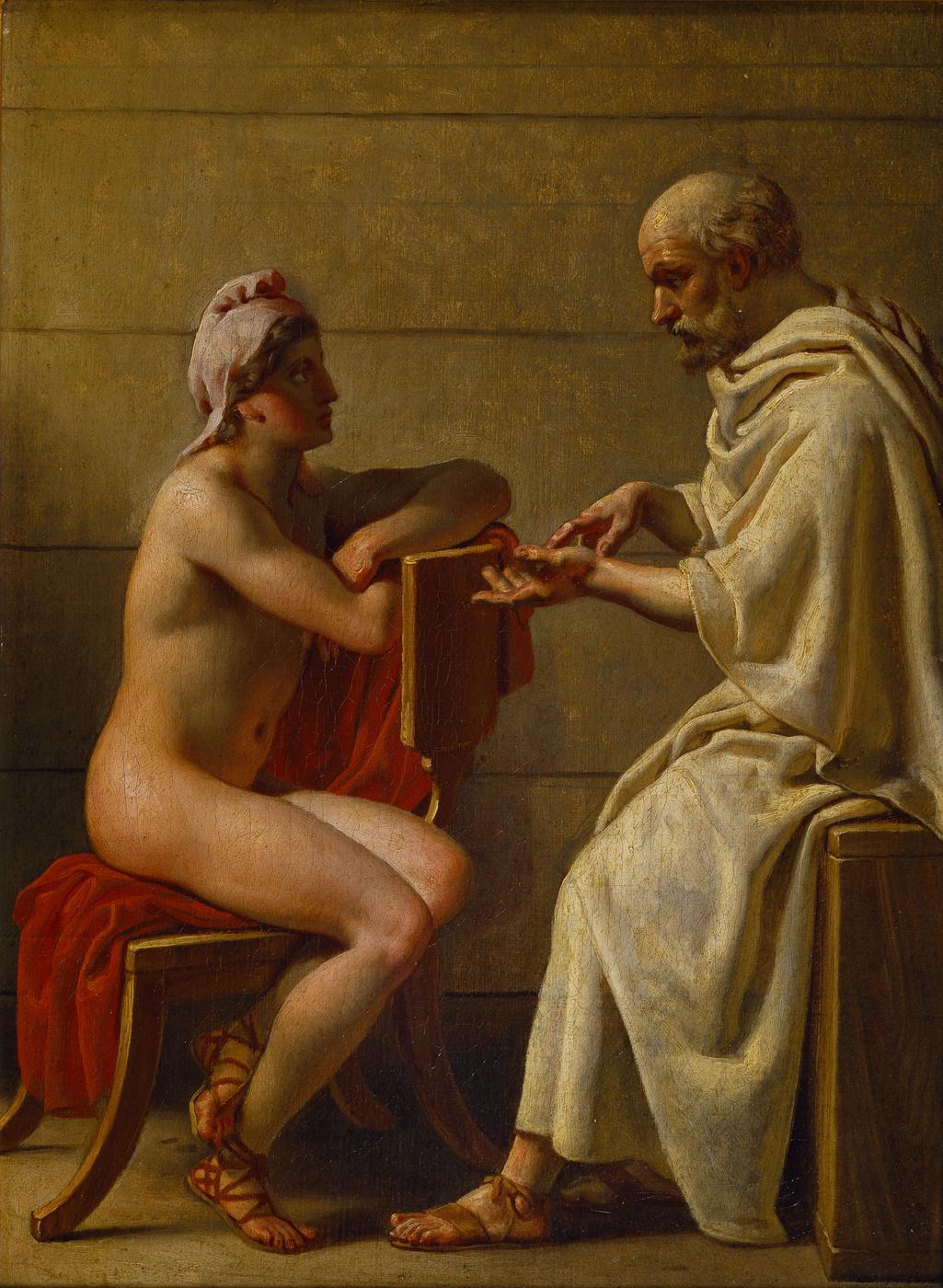
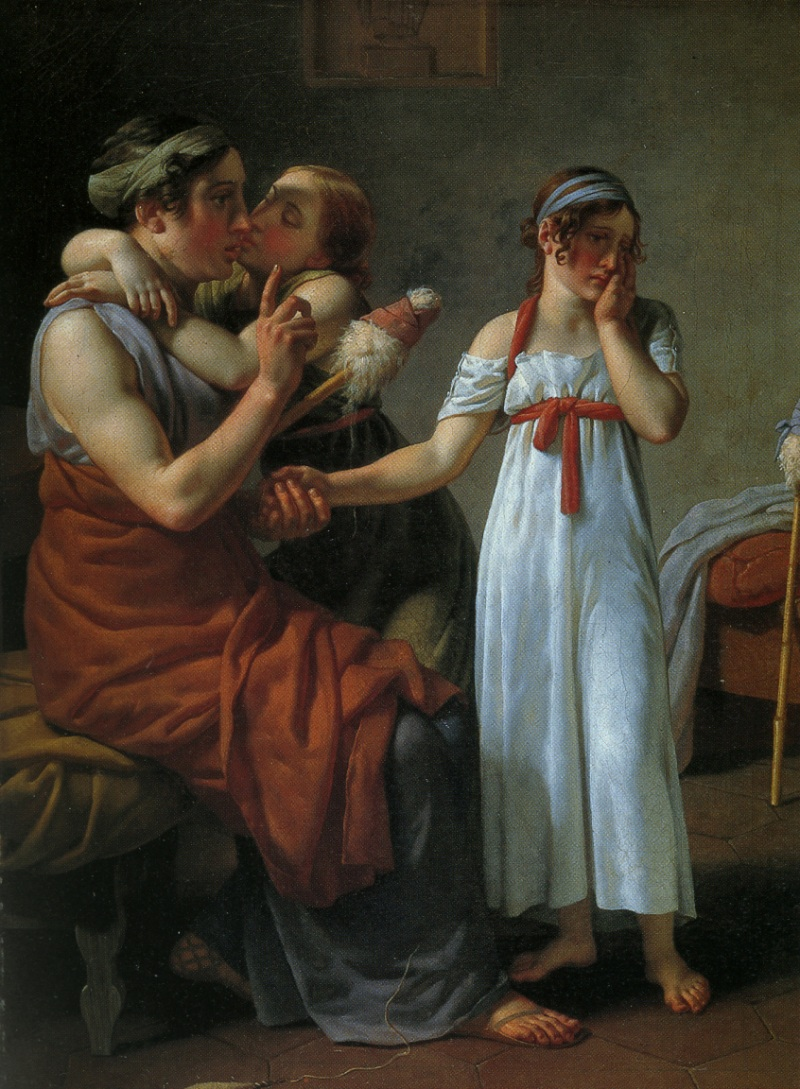

بورترية
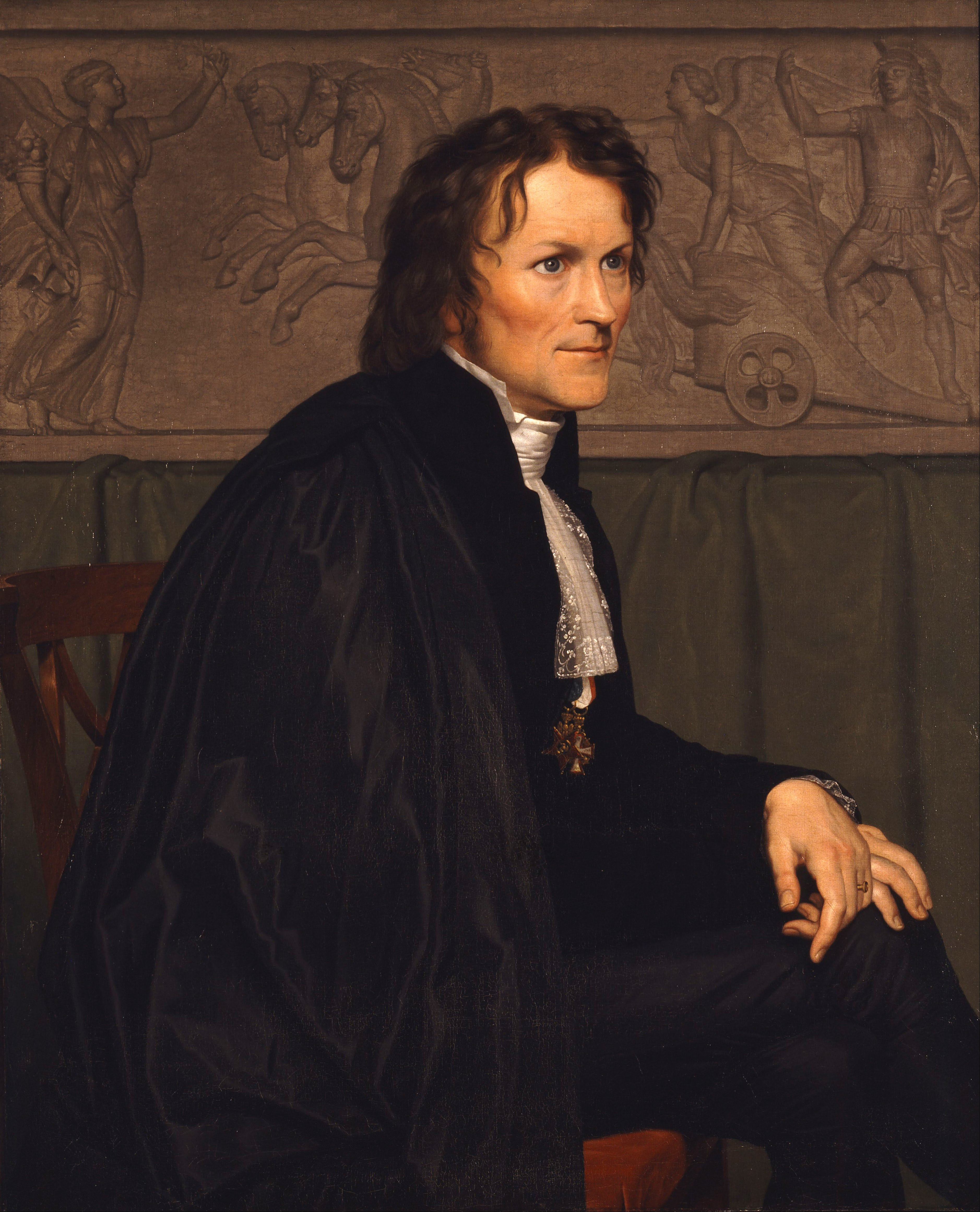
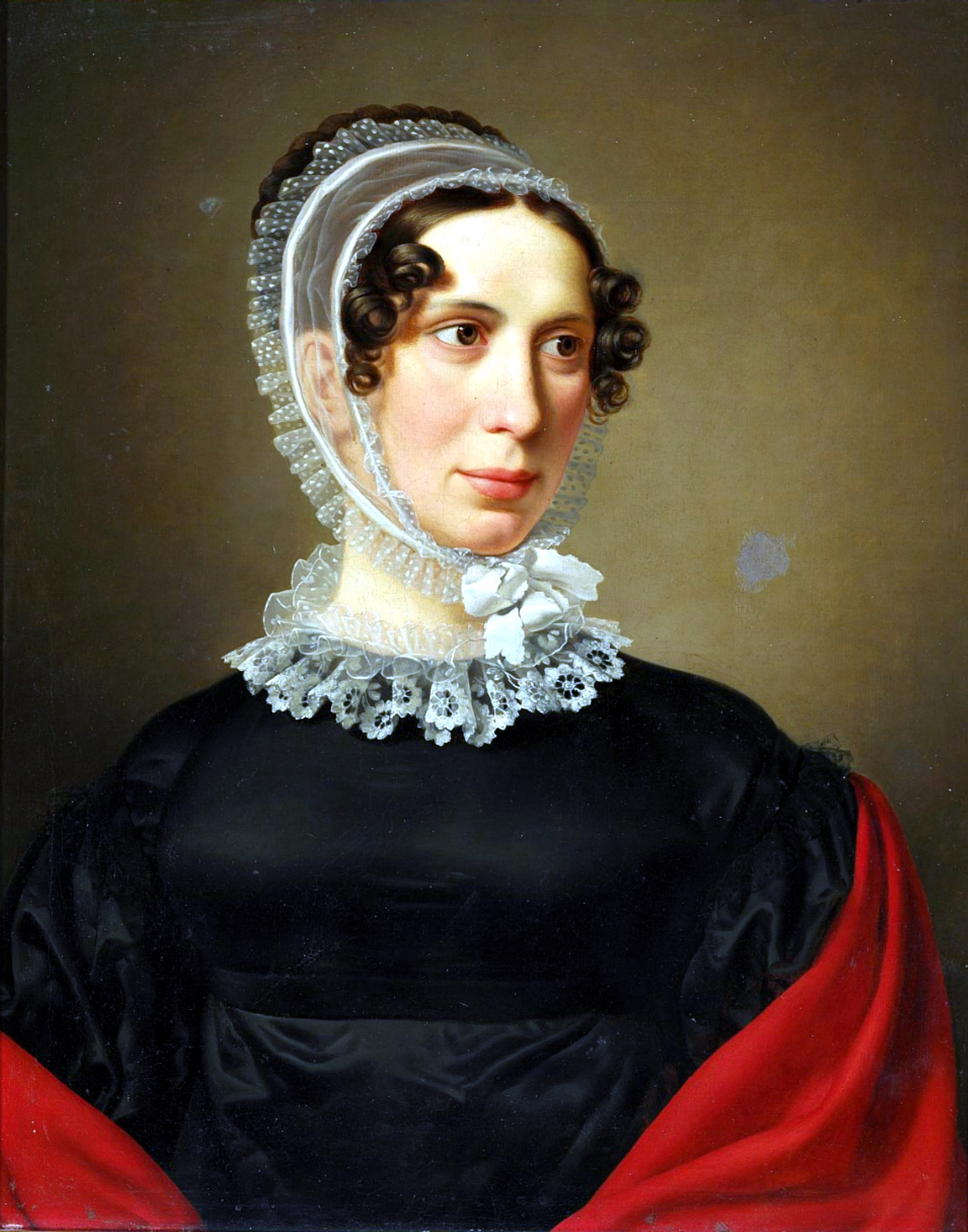
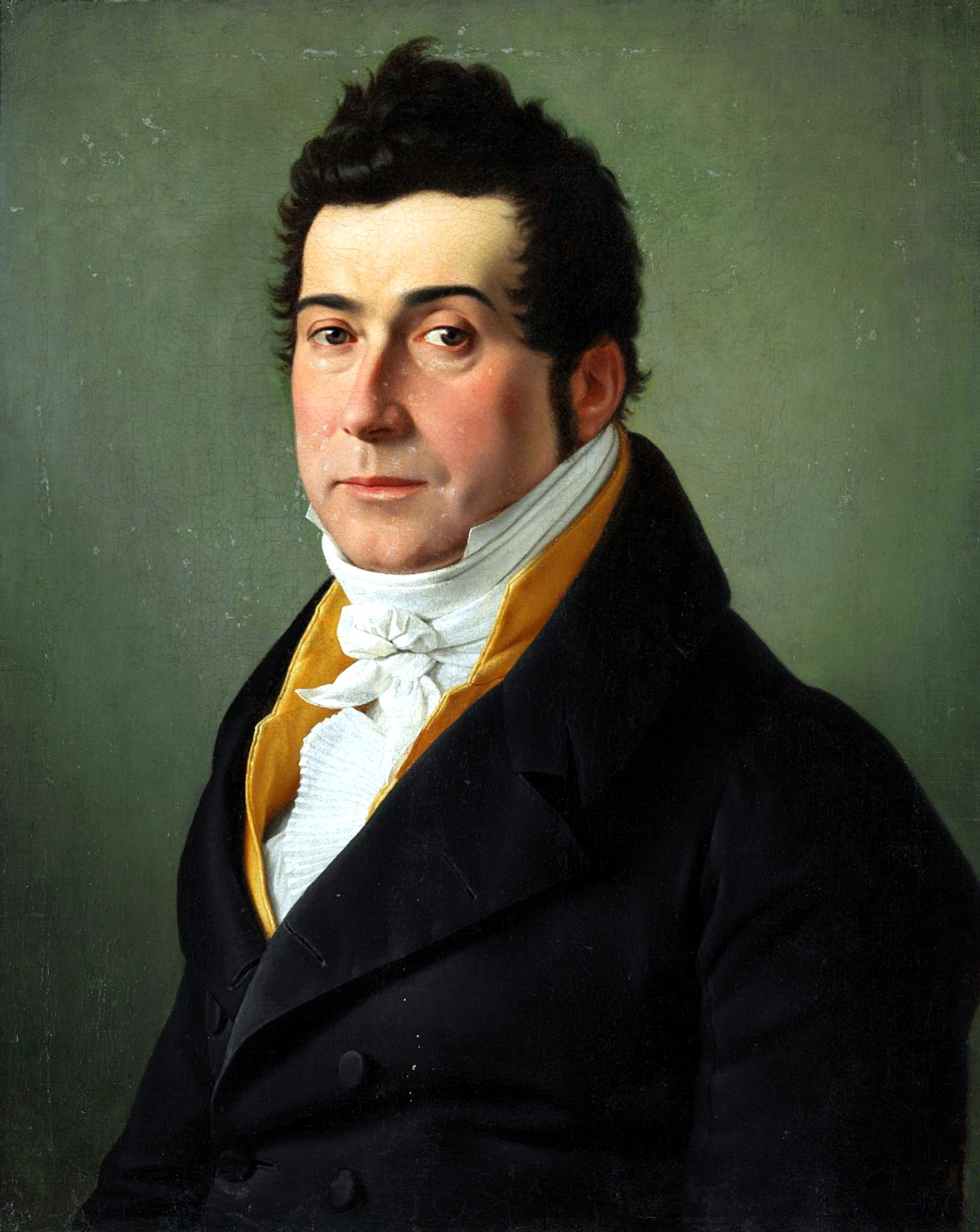
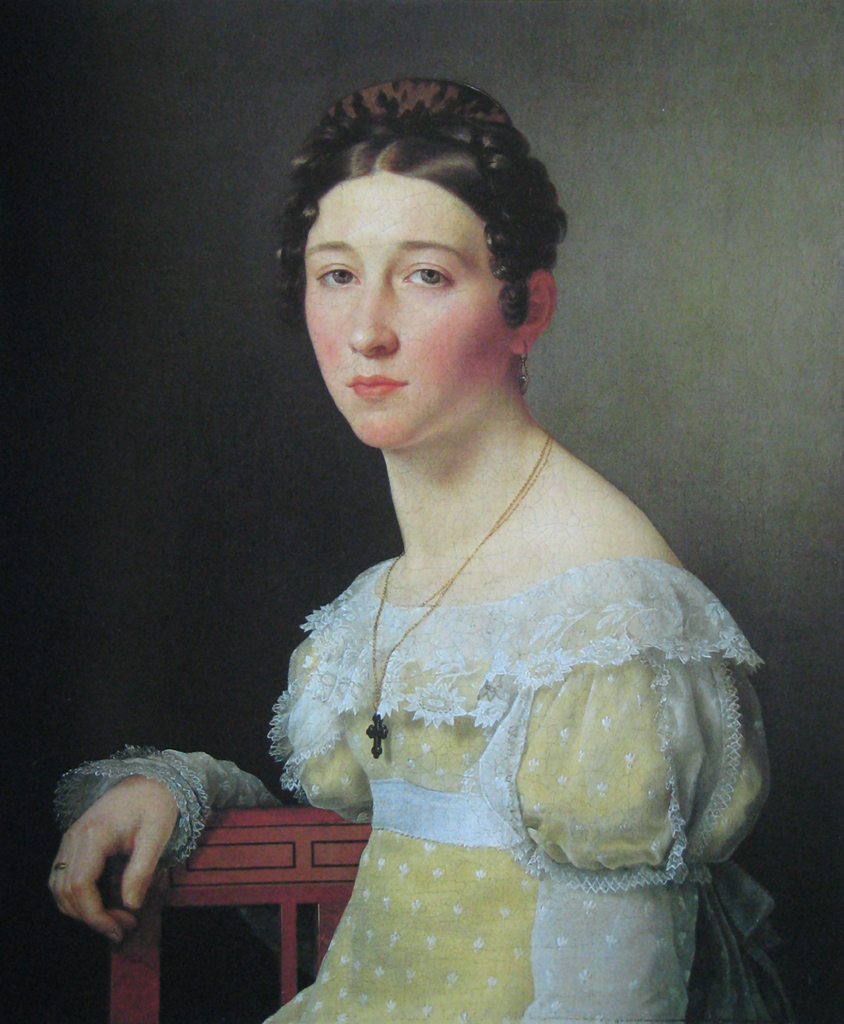
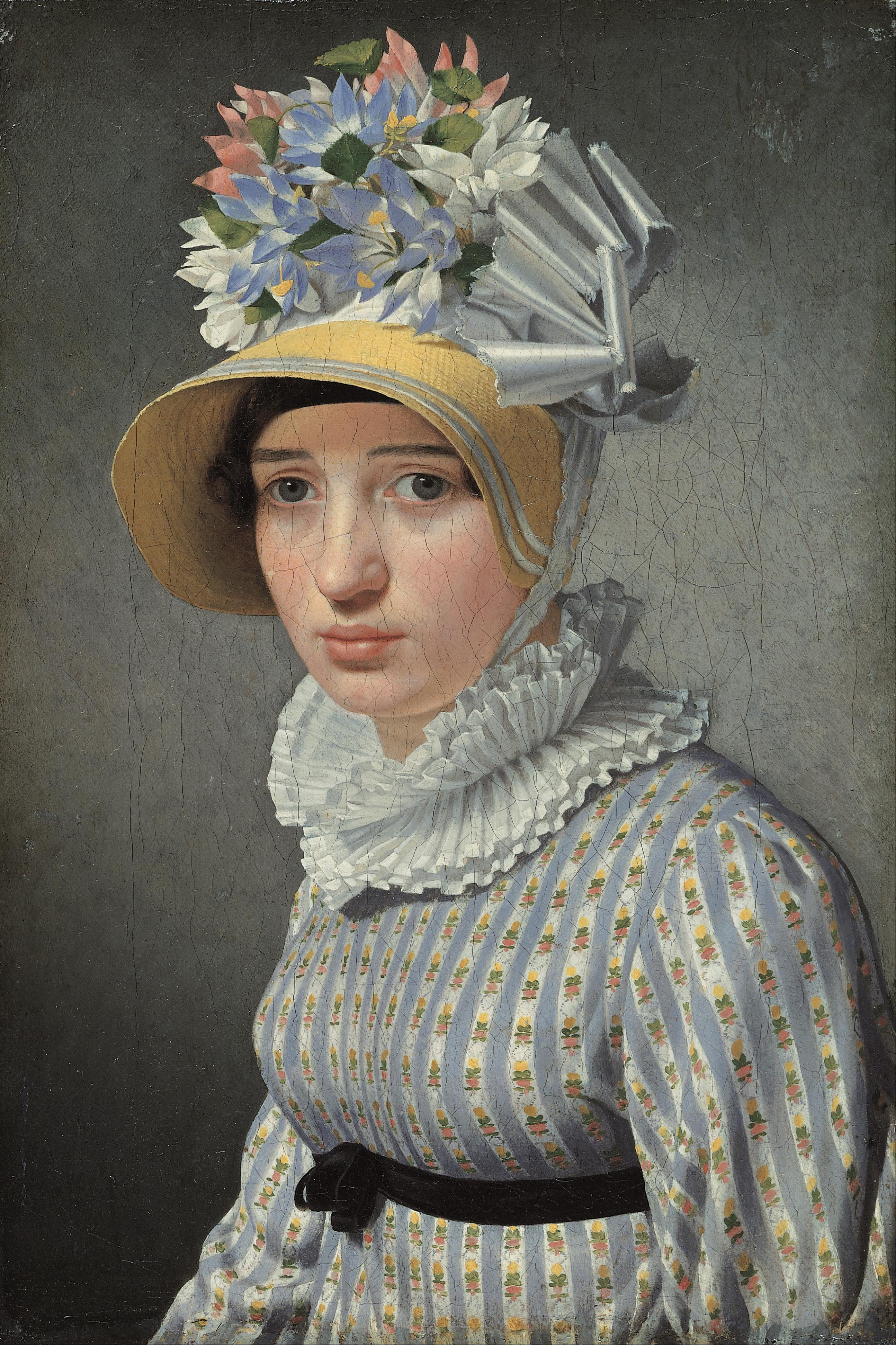
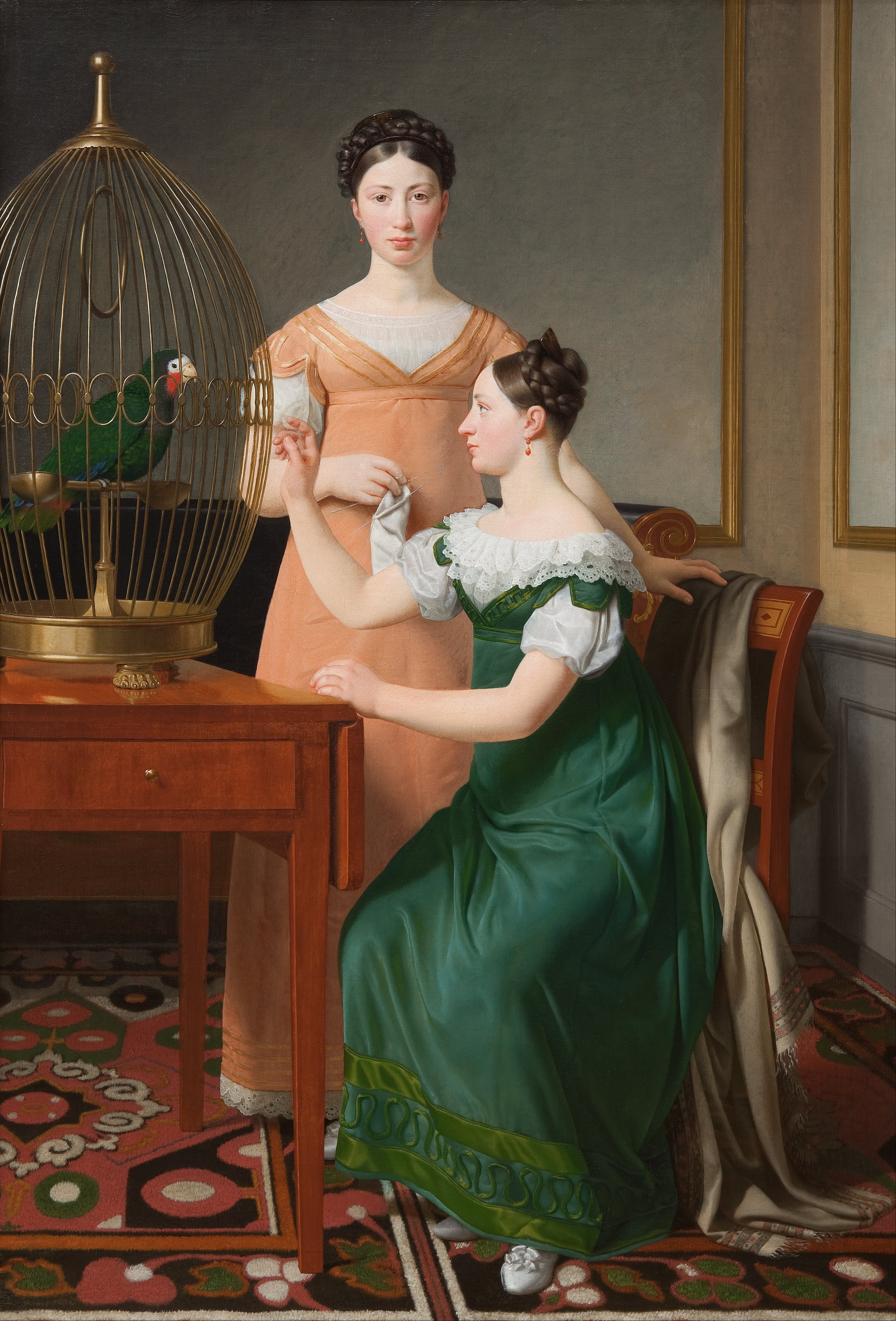
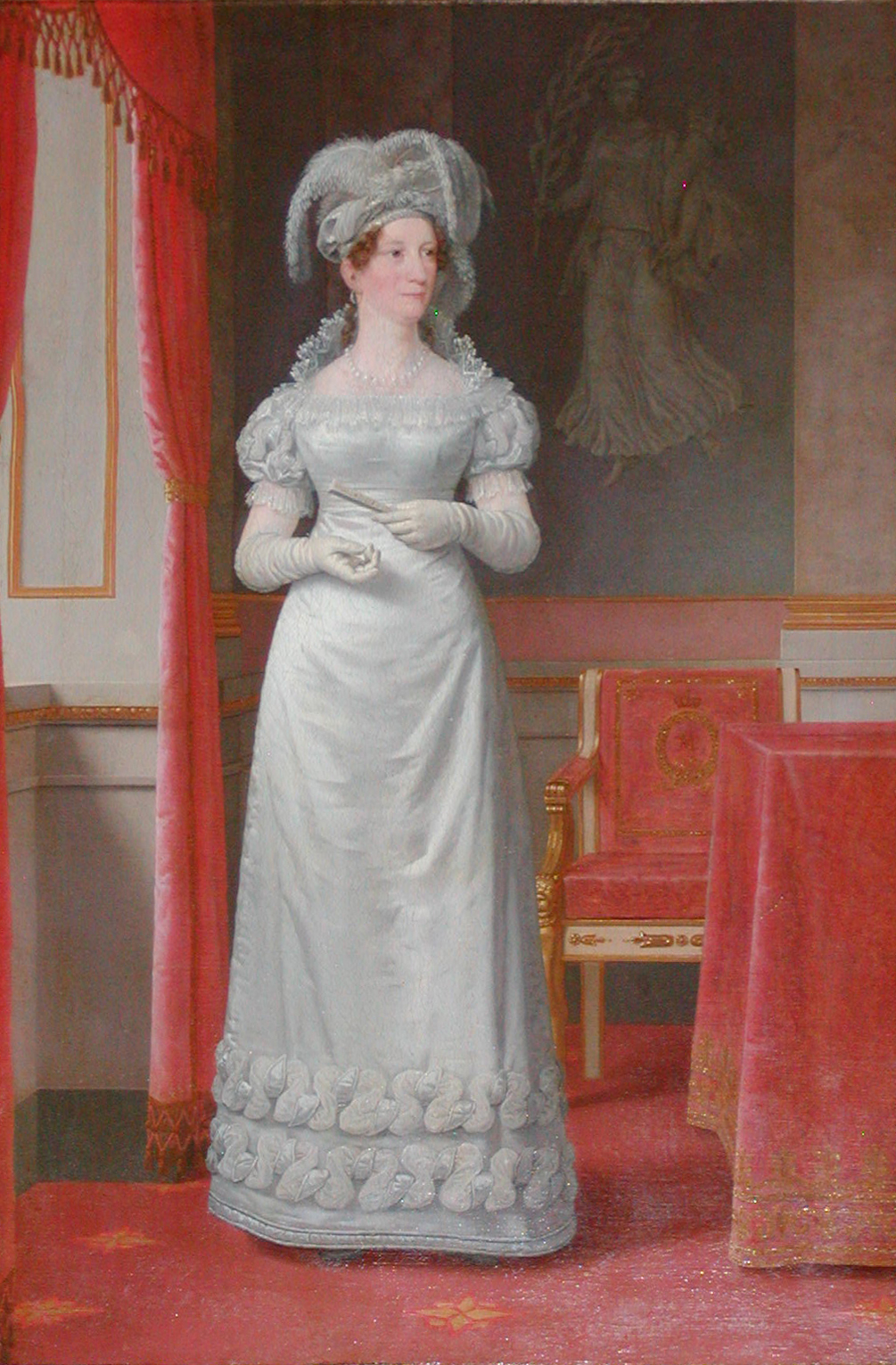
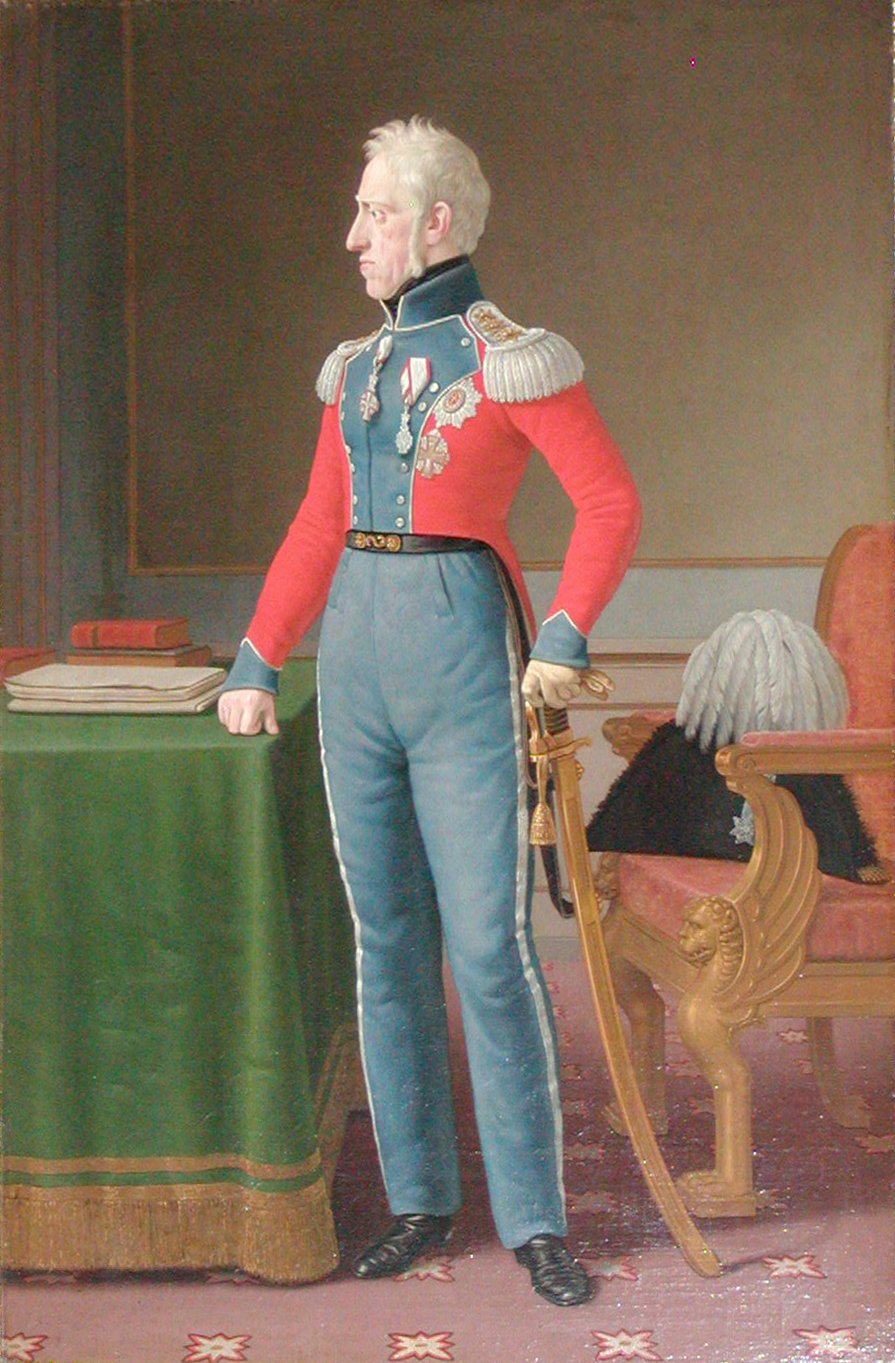